# Quan Vũ
Quan Vũ (giản thể: 关羽; phồn thể: 關羽; bính âm: Guān Yǔ, 158?–220), hay Quan Công, tự Vân Trường (雲長), là một vị tướng nổi tiếng thời kỳ cuối nhà Đông Hán và thời Tam Quốc ở Trung Quốc. Ông là người đã góp công lớn vào việc thành lập nhà Thục Hán, nhưng thất bại của ông khi đóng giữ Kinh Châu là một trong những nguyên nhân dẫn đến việc nhà Thục Hán bị suy yếu đáng kể.
Trong dân gian, Quan Vũ thường được xem là anh em kết nghĩa với Lưu Bị và Trương Phi, và là người đứng đầu trong số Ngũ hổ tướng của nhà Thục Hán gồm: Quan Vũ, Trương Phi, Triệu Vân, Mã Siêu và Hoàng Trung. Thực tế, các tài liệu lịch sử không ghi chép về việc Lưu Bị, Quan Vũ và Trương Phi từng làm lễ kết nghĩa (chỉ ghi rằng họ có quan hệ rất thân thiết, "ân tình như anh em"); chức danh Ngũ hổ tướng cũng chỉ là hư cấu (tuy nhiên đúng là Quan Vũ đã được phong làm Tiền Tướng quân, chức vụ cao nhất trong quân đội Thục Hán).
Quan Vũ là được đánh giá là vị tướng có tài năng, võ nghệ dũng mãnh, được người đương thời nhận xét là "sức địch vạn người, hổ thần một thời, có phong độ quốc sĩ" "có tài và có nghề". Về tính cách, ông tuy có nhược điểm là kiêu ngạo, hay quát mắng người khác và cư xử có những lúc nông nổi – tất cả đều dẫn đến cái chết của ông – nhưng ưu điểm của ông là lòng can đảm, tôn sùng lễ giáo, hào hiệp trượng nghĩa, sự kiên cường và lòng trung thành tuyệt đối, những ưu điểm này được người dân đánh giá rất cao, ngay cả Tào Tháo cũng khâm phục và coi ông là một "nghĩa sĩ thiên hạ". Ông được người đời sau coi là một biểu tượng của những đức tính "Danh lợi không đổi lòng, Giàu sang không dâm loạn, Nghèo hèn không nhụt chí, Oai vũ không khuất phục".
Là một trong những nhân vật lịch sử của Trung Quốc được biết đến nhiều nhất ở khu vực Đông Á, hình tượng Quan Công (關公) đã được thần thánh hóa trong các câu chuyện dân gian, bắt đầu từ thời kỳ nhà Tùy, tiểu thuyết hóa trong Tam quốc diễn nghĩa của La Quán Trung, được khắc họa trong các dạng hình nghệ thuật như kịch, chèo, tuồng v.v... và sau này là phim ảnh, với những chiến tích (cả có thật lẫn hư cấu) và phẩm chất đạo đức được đề cao. Hơn 500 năm sau khi chết, vào năm 782, Quan Vũ được Đường Đức Tông đưa vào Võ miếu, nơi thờ cúng các danh tướng trong lịch sử; sau đó lại được các hoàng đế nhà Tống, nhà Nguyên, nhà Minh, nhà Thanh phong tước, phong đế, được thờ cúng ở nhiều nơi. Nhờ Thanh Thái Tổ là người hâm mộ tiểu thuyết Tam quốc diễn nghĩa, vào thế kỷ 17 ông được các hoàng đế nhà Thanh (1636–1912) tôn vinh là Võ thánh, một trong Mười vị thánh trong lịch sử Trung Quốc. Ông cũng là vị võ tướng duy nhất trong lịch sử Trung Quốc có 1 điện thờ riêng tại Đế vương miếu (được nhà Minh, nhà Thanh xây dựng, trong đó thờ những vị quan văn, võ tướng tài năng và tận trung nhất qua các triều đại), và phần lớn các võ miếu ở các làng xã Trung Quốc đều có tượng thờ ông với hình mẫu là mặt đỏ, râu dài, tay cầm cây thanh long yển nguyệt đao và/hoặc cưỡi ngựa xích thố.

## Thời trẻ

### Thân thế

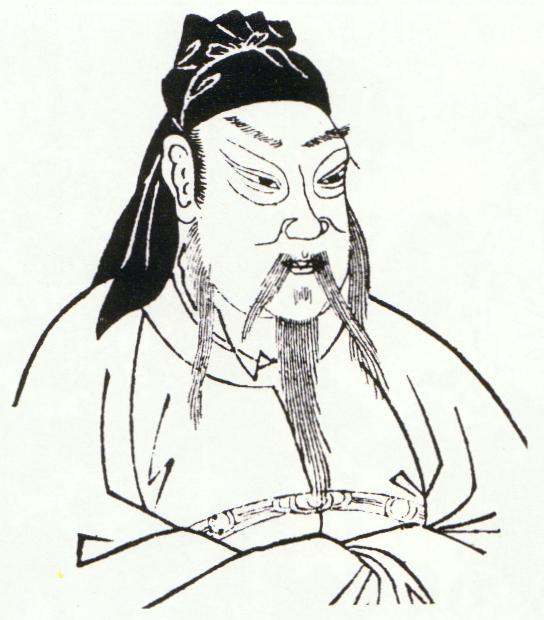
Chân dung Quan Vũ trong Tam tài đồ hội thời nhà Minh

Quan Vũ có biểu tự là Trường Sinh (長生) sau đổi thành Vân Trường (雲長), người Giải Lương, quận Hà Đông . Tam Quốc ngoại truyện cho rằng ông là người Bồ châu.
Trong tiểu thuyết Tam quốc diễn nghĩa, nhà văn La Quán Trung mô tả nhân vật Quan Vũ: "Huyền Đức nhìn xem thấy người ấy mình cao chín thước, râu dài hai thước, mặt đỏ như gấc, môi như tô son, mắt phượng mày tằm, oai phong lẫm liệt." Những miêu tả này của tác giả chỉ là ước lệ, và không có cơ sở lịch sử.
Tuy nhiên, đơn vị thước của Trung Quốc được biết đến có sự biến thiên theo thời gian chứ không cố định. Cụ thể thời Hán, một trượng (được hiểu như mười thước) bằng khoảng 2,13 m đến 2,37 m; thời Tam Quốc, một trượng khoảng 2,42 m; thời Minh, Thanh,.. một trượng khoảng 3,11 m.
Nếu ước lượng chiều cao theo thời của nhà văn La Quán Trung, Quan Vũ cao đến 2,8 m. Nhưng thời điểm Lưu Bị gặp Quan Vũ là khoảng thời gian Hán mạt chưa qua thời Tam Quốc, vì vậy, chiều cao của Quan Vân Trường có thể khoảng 2,13 m.
Các sách sử chính thống không có ghi chép gì về tổ tiên của Quan Vũ. Quan Đế minh thánh kinh (một ghi chép tôn giáo được cho là do chính "Quan Thánh" viết bằng cách nhập hồn vào người lên đồng) cho rằng cụ nội Quan Vũ là Quan Long Phùng, ông nội Quan Vũ là Quan Thẩm (關審), tự là Vấn Chi (問之); cha ông là Quan Nghị (關毅), tự là Đạo Viễn (道遠).
Không rõ gia cảnh Quan Vũ thế nào, nhưng ông được học cả văn lẫn võ. Tam quốc chí ghi chép rằng theo Giang Biểu truyện thì thời trẻ Vũ rất thích Tả truyện, "thường đọc ngâm nga những chỗ mưu lược đầy vẻ thích thú".
Trong dân gian, Quan Vũ được cho là nhà nghèo, đã từng làm nhiều nghề như thợ rèn, bán đậu phụ, đẩy xe... nên sau này được tôn là ông tổ nhiều nghề ở Trung Hoa. Nhưng sử sách không có ghi chép rõ ông từng làm nghề nào.
Do phạm tội, ông phải bỏ quê hương đến nương náu ở quận Trác (Quan Vũ truyện chỉ ghi: "Sau có tội, bỏ xứ lưu lạc đến Trác Quận", không rõ tội gì, nhưng nhiều giai thoại dân gian cho là ông đã giết một gã côn đồ khi hắn đòi tiền bảo kê trong chợ). Tại quận Trác, Quan Vũ đã gặp gỡ với Lưu Bị và Trương Phi, trở nên thân thiết như anh em.
Tiểu thuyết Tam quốc diễn nghĩa của nhà văn La Quán Trung có tình tiết về việc Lưu, Quan, Trương gặp nhau ở chợ, sau đó 3 người làm lễ kết nghĩa huynh đệ ở vườn đào gần nhà Lưu Bị, xin được chết cùng ngày, cùng tháng, cùng năm. Lưu Bị nhiều tuổi nhất nên là anh cả, kế đến là Quan Vũ, út là Trương Phi. Thực ra đây truyện kể dân gian được đưa vào tiểu thuyết, còn sử sách không ghi chép về việc 3 người đã từng làm lễ kết nghĩa, mà chỉ ghi rằng 3 người có quan hệ rất thân thiết. Sử sách cũng không ghi chép về năm sinh của Quan Vũ nên không rõ ông ít tuổi hay nhiều tuổi hơn Lưu Bị.

## Theo Lưu Bị

### Đánh dẹp khởi nghĩa Khăn Vàng
Năm 184, khởi nghĩa Khăn Vàng của Trương Giác nổi lên, Quan Vũ cùng Trương Phi theo Lưu Bị khởi binh tham gia cùng quân triều đình đánh dẹp khởi nghĩa.
Tiểu thuyết Tam quốc diễn nghĩa (viết vào thế kỷ 14) hư cấu ra việc sau khi "kết nghĩa vườn đào", Lưu Quan Trương tự rèn vũ khí cho mình, Quan Vũ rèn một cây đao lớn gọi là "Thanh long yểm nguyệt đao". Tuy nhiên, Cổ kim đao kiếm lục (viết vào thế kỷ thứ 5) lại ghi chép rằng Quan Vũ lấy sắt từ núi Võ Đô rèn nên 2 thanh kiếm cho mình.
Trong quá trình đàn áp khởi nghĩa nông dân Khăn Vàng, Vũ và Phi là hai cánh tay đắc lực của Lưu Bị. Tam quốc chí chép: Tiên chủ (Lưu Bị) cùng với hai người (Quan Vũ, Trương Phi) ngủ cùng giường, tình thân thiết như huynh đệ. Khi có việc công, hai người đứng hầu trọn ngày, mọi thứ đều do Tiên chủ chu toàn, chẳng tị hiềm gian khổ.
Lưu Bị theo Công Tôn Toản (vốn là bạn học từ nhỏ, Bị coi như anh), được cho làm Bình Nguyên tướng, bèn bổ nhiệm Vũ và Phi làm Biệt hộ Tư mã, chia nhau thống lĩnh quân của Lưu Bị.
Trong tiểu thuyết Tam quốc diễn nghĩa, nhà văn La Quán Trung hư cấu thêm các tình tiết như: nhân vật Lưu Bị vừa xuất quân đã liên tiếp thắng lớn, Quan Vũ và Trương Phi uy dũng, chém chết các tướng "giặc khăn vàng" như Trình Viễn Chí, Đặng Mậu, v.v... (tất cả đều là nhân vật hư cấu).

### Không tham gia liên minh đánh Đổng Trác
Đổng Trác tiến kinh khống chế triều đình, phế Hán Thiếu Đế, lập Lưu Hiệp làm Hán Hiến Đế, chuyên quyền lộng hành, chư hầu khắp nơi bất bình.
Năm 190, Kiều Mạo phát hịch kể tội trạng của nghịch thần Đổng Trác, hiệu triệu chư hầu chống Đổng. Chư hầu khắp nơi hưởng ứng, bầu Viên Thiệu làm minh chủ, tiến đánh Đổng Trác. Công Tôn Toản và Lưu Bị không tham gia.
Trong tiểu thuyết Tam quốc diễn nghĩa, nhà văn La Quán Trung hư cấu chuyện nhân vật Quan Vũ tham gia hội minh, dễ dàng lập công chém chết nhân vật Hoa Hùng, khiến Tào Tháo cùng chư hầu đều ngưỡng mộ. Đây chỉ là tình tiết hư cấu, Hoa Hùng bị quân Tôn Kiên đánh bại và hành hình năm 191 tại Dương Nhân (陽人). Việc Quan Vũ cùng Trương Phi, Lưu Bị giao chiến với Lã Bố ở cửa ải Hổ Lao cũng hoàn toàn không có thật.

### Theo Lưu Bị đi giúp Đào Khiêm
Năm 193, Tào Tháo mang quân đánh Từ châu báo thù cho cha vì nghi quan mục Từ châu Đào Khiêm là chủ mưu giết Tào Tung (cha Tào Tháo). Đào Khiêm cầu cứu thứ sử Thanh châu là Điền Khải. Khải lại cầu cứu đến Công Tôn Toản. Toản bèn sai Lưu Bị đi cứu. Quan Vũ cùng Trương Phi theo Lưu Bị đi cứu Từ châu với mấy cánh quân cứu viện cùng quân Từ châu tạo thế ỷ dốc khiến quân Tào không thể hạ được thành.
Không lâu sau, Lã Bố đánh chiếm Duyện châu của Tào Tháo. Tào Tháo buộc phải mang quân trở về cứu, Từ châu được giải vây. Đào Khiêm rất cảm phục Lưu Bị đã cứu giúp.
Năm 194, do tuổi già sức yếu nên trước khi qua đời, Đào Khiêm tiến cử Lưu Bị làm Từ châu mục.

## Tranh chấp ở Từ châu

### Xung đột với Lã Bố
Lã Bố bị Tào Tháo đánh bật khỏi Duyện châu, bèn chạy đến Từ châu theo Lưu Bị. Ít lâu sau Viên Thuật mang quân đánh Từ châu, trong khi Lưu Bị đang cùng Thuật giao tranh thì Lã Bố đồng mưu với Thuật đánh úp thành Từ châu. Lưu Bị cùng Quan Vũ và Trương Phi mắc kẹt ở Quảng Lăng không có đường về, đành phải trở lại Từ châu hàng Lã Bố, được Bố cho ở thành nhỏ Tiểu Bái.
Năm 198, Lã Bố lại trở mặt đánh Tiểu Bái. Tuy Quan Vũ và Trương Phi khỏe mạnh hơn người nhưng vì quân ít nên vẫn bị bại trận và theo Lưu Bị chạy khỏi Tiểu Bái và cầu viện Tào Tháo.

### Theo Tào đánh Lã Bố, xin Tào Công cho lấy vợ
Tháng 9 năm đó, Tào Tháo và Lưu Bị hợp sức mang quân đến đánh Từ châu để trừ Lã Bố. Quan Vũ cũng dự trận này. Quân Tào vây thành đến tháng 10, cuối cùng Lã Bố bị tướng của mình làm phản, bị bao vây ở lầu Bạch Môn, bị bắt và xử tử.
Tam quốc chí trích dẫn Thục Ký và Ngụy thị Xuân Thu chép rằng: Lã Bố sai Tần Nghi Lộc đi cầu cứu Viên Thuật, Thuật giữ Nghi Lộc ở lại và gả cho vợ mới. Quan Vũ xin Tào Công (Tào Tháo) cho được lấy vợ cũ của Tần Nghi Lộc là Đỗ thị, Công đồng ý. Sau khi phá được Lã Bố, Vũ lại đến xin lấy người đó làm vợ. Công ngờ rằng Đỗ thị có nhan sắc, mới sai người đưa về xem trước, rồi giữ lại cho mình, nhận con của thị là Tần Lãng làm con nuôi. Vũ trong lòng bất an.
Sách Thục ký chép rằng: trong bước đường cùng, Lã Bố đã mang vợ mình đến chỗ Quan Vũ để lấy lòng ông, hy vọng ông nói giúp với Tào Tháo. Quan Vũ hỏi Tào Tháo rằng có nhận người đàn bà này được không, Tào Tháo nói rằng được. Nhưng sau đó Quan Vũ hỏi thêm mấy lần nữa khiến Tào Tháo cảm thấy hứng thú bèn sai ông mang vợ Lã Bố tới. Khi Quan Vũ mang vợ Lã Bố đến cho Tào Tháo, Tào ưng ý và giữ lại chỗ mình.
Trong tiểu thuyết Tam quốc diễn nghĩa, La Quán Trung lược bỏ đi chuyện Quan Vũ xin Tào Công cho lấy vợ, lại hư cấu nên chuyện Quan Vũ cùng Lưu Bị quỳ xuống xin nhân vật Tào Tháo tha mạng cho tướng cũ của Lã Bố là Trương Liêu.

### Cùng Lưu Bị chống Tào Tháo, chiếm Từ Châu
Tào Tháo thu quân về Hứa Xương, không trả lại Từ châu (vốn của Lưu Bị được Đào Khiêm giao cho) mà sai thủ hạ là Xa Trụ trấn thủ, giữ Bị lại Hứa Xương để kiềm chế.
Sách Thục ký chép rằng: Có lần Lưu Bị cùng đi săn với Tào Tháo, Quan Vũ lén khuyên Lưu Bị nên nhân lúc mọi người hỗn loạn mà giết Tào Tháo nhưng Lưu Bị không nghe theo vì tình thế không cho phép manh động.
Năm 199, Lưu Bị xin đi đánh Viên Thuật, Tào Tháo cấp 1000 quân cho đi. Quan Vũ và Trương Phi lại hộ vệ Lưu Bị ra mặt trận, giúp Lưu Bị đánh bại Thuật. Thuật thua trận ốm chết.
Lưu Bị thừa cơ dẫn quân đánh chiếm Từ Châu, rồi giết chết Xa Trụ. Quan Vũ được bổ nhiệm làm thái thú Hạ Bì.
Trong tiểu thuyết Tam quốc diễn nghĩa, La Quán Trung  hư cấu ra chuyện Xa Trụ là võ tướng bị Quan Vũ lừa ra khỏi thành rồi chém chết; đây cũng là do Quan Vũ tự làm, không phải ý Lưu Bị.

### Thua trận bị bắt, đầu hàng Tào Tháo
Đầu năm 200, Tào Tháo chuẩn bị đánh Từ châu. Lưu Bị biết mình thế yếu bèn sai người đi cầu cứu Viên Thiệu nhưng Thiệu chần chừ không ra quân. Tào Tháo gấp rút tiến đánh, Lưu Bị ít quân không chống nổi, thua tan tác. Lưu Bị bỏ chạy sang Hà Bắc theo Viên Thiệu, Trương Phi trốn về Nhữ Nam, gia quyến Lưu Bị đều bị bắt; Quan Vũ không có đường chạy, bị bắt, buộc phải đầu hàng Tào Tháo, theo về Hứa Xương.
Tam quốc chí ghi: "năm Kiến An thứ năm, Tào Công đông chinh, Tiên chủ thua chạy sang với Viên Thiệu, Tào công bắt được Vũ đem về."
Sử sách không ghi rõ vì sao Quan Vũ lại chịu hàng Tào Tháo (bởi sau đó ít lâu thì Quan Vũ đã trả lại phong thưởng của Tào Tháo để bỏ đi tìm Lưu Bị). Còn trong tiểu thuyết Tam quốc diễn nghĩa, nhà văn La Quán Trung hư cấu ra câu chuyện rằng nhân vật Quan Vũ bị bao vây, ban đầu thà chết không chịu hàng, sau nhờ có nhân vật Trương Liêu thuyết phục mới đưa ra "ước pháp tam chương" (giao hẹn 3 điều), trong đó có điều rằng: Một khi biết được tin tức của Lưu Bị, dù ở chân trời góc bể, Quan Vũ sẽ lập tức rời đi. Nhân vật Tào Tháo vừa nghe xong thì cho rằng: "Nếu giao hẹn như vậy, ta còn cần Quan Vân Trường làm gì nữa?", nhưng sau hồi suy nghĩ, quý tiếc và ái mộ nhân tài nên đã chấp thuận yêu cầu.

## Phục vụ cho Tào Tháo
Sử sách ghi rằng Tào Tháo bắt được Quan Vũ, cho "làm Thiên tướng quân, ban cho lễ cực hậu".
Trong tiểu thuyết Tam quốc diễn nghĩa, La Quán Trung miêu tả nhân vật Tào Tháo cúi người quỳ gối xuống, tự tay cột lại giày cho Quan Vũ trước mặt ba quân khiến Quan Vũ vừa bối rối vừa vô cùng cảm động. Sau đó, Tào Tháo không chỉ ban tặng mỹ nữ, rượu ngon, bạc vàng tơ lụa, mà ngay cả con ngựa Xích Thố mà Lã Bố cưỡi khi xưa cũng được Tào Tháo tặng cho Quan Vũ, nhưng Vũ vẫn có ý muốn rời đi. Tháo không những không tức giận mà càng thêm kính trọng.
Tam quốc chí viết: Tào Công thấy Vũ là người hùng tráng, muốn tỏ ý lưu lại lâu dài, mới bảo Trương Liêu dò hỏi ý Quan Vũ. Vũ thở dài nói: "Ta biết Tào Công đãi ta rất hậu, nhưng ta đã chịu hậu ân của Lưu tướng quân, thề cùng sống chết, chẳng thể bội ước. Ta thà chết chứ chẳng ở lại được, ý ta muốn lập công để báo ơn Tào công rồi sẽ ra đi."
Phó Tử viết: Liêu sợ Thái Tổ (Tào Tháo) giết Vũ, than thở rằng: "Tào Công là chúa ta; Vũ là anh em của ta", rồi đành phải báo lại ý định của Quan Vũ. Thái tổ nói: "(Vũ) thờ chúa không quên gốc, thật là nghĩa sĩ thiên hạ vậy."

### Đột kích chém Nhan Lương
Viên Thiệu theo lời khẩn cầu của Lưu Bị bèn dẫn quân đi đánh Tào Tháo. Thiệu chia quân, một mặt đánh thành Bạch Mã, mặt khác đóng ở bến Diên Tân. Tháng 4 năm 200, Tào Tháo đi cứu Bạch Mã, đem theo Quan Vũ và Trương Liêu; mặt khác lại chia quân ra Diên Tân để phân tán sự chú ý của Thiệu. Quả nhiên Thiệu tăng cường thêm quân cho Diên Tân mà không chú ý Bạch Mã. Tào Tháo nhân đó đột ngột thúc quân đánh mạnh ở Bạch Mã. Quan Vũ ra trận, đột kích giết chết mãnh tướng của Viên Thiệu là Nhan Lương, giải vây cho thành Bạch Mã, được Tào Tháo phong làm Hán Thọ đình hầu (漢壽亭侯). 
Theo Tam quốc chí, Quan Vũ truyện chép rằng: Vũ trông xa thấy Lương ở dưới lọng chỉ huy, liền ra roi quất ngựa xông tới đâm chết Lương giữa vạn quân, chém lấy thủ cấp rồi quay về.
Tháng 5 năm 200, Quan Vũ cùng Trương Liêu lại theo Tào Tháo đi men theo sông Hoàng Hà về phía tây đến cứu Diên Tân. Viên Thiệu cùng Lưu Bị và Văn Xú mang quân đuổi theo. Quân Tào đánh bại quân họ Viên một trận nữa tại đây, Văn Xú tử trận.
Trong Tam quốc diễn nghĩa, La Quán Trung thêm chuyện nhân vật Văn Xú đánh bại Từ Hoảng, Trương Liêu, nhưng bị Quan Vũ cưỡi ngựa Xích Thố đuổi theo chém chết. Trên thực tế Văn Xú chết trong đám loạn quân, không rõ ai giết, và Quan Vũ cũng chưa từng cưỡi ngựa Xích Thố.
Vì lực lượng ít hơn địch nên sau đó Tào Tháo hạ lệnh lui quân về phía nam Tế Thủy, tức là bến Quan Độ đóng đồn, còn Viên Thiệu đóng lại ở Diên Tân. Sau trận Diên Tân, hai bên tạm hưu chiến. Tào Tháo xét công trạng, ban thưởng cho Quan Vũ rất nhiều.

### Bỏ trốn về với Lưu Bị
Lưu Bị thấy Viên Thiệu không đủ tài năng để chống Tào Tháo nên bỏ đi tự lập. Quan Vũ sau khi đã lập công trả ơn cũng lẻn trốn đi tìm Lưu Bị. Trong khi Tào Tháo đang theo dõi sát sao tình hình mặt trận Quan Độ và điều quân để quyết một trận kịch chiến thì Quan Vũ gói toàn bộ tặng phẩm của Tào Tháo để lại, viết một lá thư cáo biệt và lẳng lặng ra đi. Thủ hạ của Tào Tháo muốn truy kích ông nhưng Tào Tháo ngăn lại không cho đuổi theo.
Tam quốc chí ghi: Quan Vũ giết được Nhan Lương, tức là đã hoàn thành lời hứa lập công để báo ơn Tào Tháo. Tào Tháo biết Vũ tất bỏ đi, bèn tặng thưởng thêm rất hậu để mong rằng Quan Vũ sẽ đổi ý, không bỏ đi theo Lưu Bị nữa. Vũ liền gói ghém hết những đồ thưởng để lại, viết thư cáo từ, rồi đi đến chỗ Tiên chủ (Lưu Bị) ở bên quân Viên. Tả hữu muốn đuổi theo, Tào công nói: "Người ấy bỏ đi vì chủ, chớ nên đuổi theo".
La Quán Trung mô tả Quan Vũ rời bỏ Tào Tháo sau trận Diên Tân, nhân vật Tào Tháo còn kịp đi ra tiễn ông ở Hứa Xương. Trên thực tế hai bên Viên - Tào đối luỹ từ tháng 5 và cả Viên Thiệu lẫn Tào Tháo đều bám sát không rời chiến trường, và Quan Vũ rời khỏi đại doanh Tào ở Diên Tân. Chuyện Quan Vũ bảo vệ hai chị qua năm ải chém sáu tướng, nhận Quan Bình làm con nuôi, thu nhận Châu Thương cũng hoàn toàn không có thật. (Quan Bình là con ruột, Châu Thương là nhân vật hư cấu).

## Trở lại giúp Lưu Bị dựng nghiệp
Sau đó ông gặp lại được Lưu Bị và Trương Phi, cùng nhau xây dựng lại lực lượng. Lưu Bị liên kết với tướng Khăn Vàng là Cung Đô ở Nhữ Nam. Trong khi đó, Tào Tháo đánh bại Viên Thiệu trong trận quyết định ở Quan Độ năm 200 và năm sau lại đánh bại Thiệu một trận nữa ở Thương Đình (ven sông Hoàng Hà). Viên Thiệu thu quân về, tinh thần suy sụp.
Tháng 6 năm 201, trong lúc họ Viên suy yếu, Tào Tháo mang quân về Hứa Xương rồi sai Sái Dương mang quân tấn công Lưu Bị ở Nhữ Nam. Sái Dương tử trận, Tào Tháo bèn tự cầm đại quân đi đánh. Quân Tào giết chết Cung Đô, Lưu Bị không chống nổi, phải bỏ chạy về Kinh châu theo Lưu Biểu.
Trong Tam quốc diễn nghĩa, La Quán Trung hư cấu ra việc nhân vật Sái Dương bị Quan Vũ giết trong quá trình "qua 5 ải chém 6 tướng" sau khi chia tay Tào Tháo trước trận Quan Độ, nhưng thực tế hoàn toàn không có việc qua ải chém tướng của Quan Vũ, và Sái Dương bị giết ở trận Nhữ Nam.
Năm 208, Tào Tháo sau khi diệt họ Viên, làm chủ toàn bộ trung nguyên, bèn mang quân đánh Kinh châu. Lưu Bị từ Phàn Thành, chuẩn bị mang dân vượt sông, sai Quan Vũ mang mấy trăm chiến thuyền theo dòng sông, hẹn hội binh ở Giang Lăng.
Tào Tháo sợ Lưu Bị chiếm mất Giang Lăng là chỗ chứa nhiều lương thảo, bèn sai 5000 quân kỵ gấp rút đuổi theo. Tào Thuần đuổi kịp Lưu Bị ở Đương Dương-Trường Bản. Quân Lưu Bị ít, laị có đông dân chúng đi theo nên không chống nổi, quân Tào bắt được gia quyến của Bị (gồm phu nhân và hai con gái) cùng mẹ của Từ Thứ. Lưu Bị bỏ chạy về Hán Tân và gặp Quan Vũ ở đó.

### Tham gia chiến dịch Xích Bích
Tập hợp lực lượng trở lại, Lưu Bị liên kết với Tôn Quyền. Chu Du chỉ huy liên quân, dùng kế hỏa công của Hoàng Cái đánh bại Tào Tháo trong trận Xích Bích cuối năm 208, Quan Vũ cũng cùng Lưu Bị tham chiến. Tào Tháo bại binh, phải nhanh chóng trở về giữ phương bắc, giao cho Tào Nhân và Từ Hoảng ở lại giữ thủ huyện Nam Quận là Giang Lăng, sai Nhạc Tiến giữ Tương Dương.
La Quán Trung hư cấu nên tình tiết Quan Vũ trọng nghĩa tha mạng cho nhân vật Tào Tháo ở đường Hoa Dung. Sự kiện hư cấu này hoàn toàn không có thật, trên thực tế Lưu Bị và Chu Du đã cố đuổi bắt Tào Tháo nhưng không kịp.

### Các thất bại ở Giang Lăng
Lưu Bị và Tôn Quyền đều muốn nhân đà thắng lợi để giành lấy vùng đất chiến lược Kinh châu. Chu Du cầm vài vạn quân tiền tuyến từ Xích Bích, Ô Lâm tiến đánh Giang Lăng. Lưu Bị, Quan Vũ và Trương Phi mang hơn 1000 quân mã đóng ở bờ nam sông Trường Giang cùng tiến.
Quan Vũ theo lệnh biệt phái của Lưu Bị và Chu Du, mang quân lên phía Bắc nhằm chia cắt liên lạc giữa Thượng Giang và Giang Lăng, chặn đường rút lui của Tào Nhân.
Thái thú Nhữ Nam là Lý Thông dẫn quân đánh Quan Vũ. Vũ thúc quân bủa vây. Lý Thông và các tướng sĩ xuống ngựa nhổ hết chông chà, xông vào vòng vây, vừa đánh vừa tiến lên, cuối cùng phá được vây, đánh lui quân Quan Vũ.
Nhạc Tiến khi ấy khởi quân ra thành Tương Dương, đánh bại quân Quan Vũ. Sau đó, Vũ lại dùng thủy binh vây Thượng Giang, nhưng Nhạc Tiến và Văn Sính lại đánh lui được Vũ ở gần Hạ Khẩu, khiến đường nối phía bắc với Giang Lăng của quân Tào được thông suốt.
Văn Sính lại tiếp tục dùng thủy quân đuổi đánh Quan Vũ ở Tầm Khẩu, lấy được kho lương và đốt sạch chiến thuyền của Vũ. Với chiến công đó, Sính được tấn phong tước Diên Thọ Đình hầu và chức Thảo nghịch tướng quân.
Trong Tam quốc diễn nghĩa của La Quán Trung, tất cả những thất bại này của Quan Vũ đều được tác giả lược bỏ.

### Được phong làm thái thú Tương Dương
Chiến dịch bao vây Giang Lăng kéo dài hơn 1 năm mới kết thúc. Tháng chạp năm 209, trước sự vây bức ngày càng ác liệt của quân Đông Ngô, Tào Tháo lệnh cho Tào Nhân bỏ thành Giang Lăng rút về Tương Dương. Chu Du thúc quân vào chiếm đóng Giang Lăng và các huyện phụ cận.
Tuy chưa chiếm được toàn bộ Nam quận nhưng Tôn Quyền đã giành quyền kiểm soát đại bộ phận phía nam; chỉ còn Tương Dương vài huyện quanh đó vẫn trong tay Tào Tháo. Chu Du được Tôn Quyền phong làm Thái thú Nam quận, thiết lập chiến tuyến tiền tiêu tại đây trong cuộc đối đầu với Tào Nhân.
La Quán Trung hư cấu ra việc Chu Du sau khi đánh bại được Tào Nhân rồi định đến chiếm thành thì thành đã thuộc về Lưu Bị. Chu Du bực tức quay sang đánh "Kinh châu" (Công An) và Tương Dương nhưng các thành này cũng đã bị nhân vật Gia Cát Lượng lập kế nẫng tay trên.
Trong khi Lưu Bị và Trương Phi tham gia tác chiến cùng Chu Du, Gia Cát Lượng, Quan Vũ, Triệu Vân phối hợp với Lưu Kỳ tấn công 4 quận phía nam Kinh châu. Vũ được phong thái thú Tương Dương, Đãng khấu tướng quân. Tuy nhiên, trên thực tế thành Tương Dương vẫn nằm trong tay quân Tào, nên Quan Vũ chỉ đóng giữ Giang Bắc.
La Quán Trung mô tả một trận chiến hư cấu ở Trường Sa, trong đó Quan Vũ chỉ dẫn theo 500 lính, đã đại chiến với nhân vật Hoàng Trung. Trên thực tế, thái thú Trường Sa là Hàn Huyền đã nghe lời khuyên của Hoàng Trung, không đánh mà đầu hàng Lưu Bị.

## Trấn giữ Kinh châu
Tháng 12 năm 211, Lưu Bị mang quân vào Tây Xuyên chiếm đất của Lưu Chương, Quan Vũ được giao ở lại giữ Kinh Châu. Kinh châu thời Lưu Biểu nguyên có 7 quận, lúc đó chiến tranh qua lại giữa 3 phe Tào - Tôn - Lưu sau trận Xích Bích, mỗi bên còn giữ một phần: Lưu Bị có 4 quận Linh Lăng, Quế Dương, Trường Sa, Vũ Lăng và một nửa quận Giang Hạ của Lưu Kỳ (con cả Lưu Biểu); Tôn Quyền chiếm được Giang Lăng, nửa quận Giang Hạ và nửa Nam quận; Tào Tháo còn giữ lại quận Nam Dương và nửa Nam quận. Sau khi Lưu Kỳ chết, Lưu Bị tiếp quản phần nửa quận Giang Hạ. Quan Vũ tiếp quản Kinh châu từ tay Lưu Bị với lãnh thổ 4 quận rưỡi.

### Tranh chấp các quận Kinh Châu
Lưu Bị và Tôn Quyền ngoài mặt là em rể và anh vợ nhưng vẫn tranh chấp nhau vùng Kinh châu mà Lưu Bị mang tiếng "mượn" lâu ngày không trả.
Năm 214, nhân lúc Lưu Bị đã vào Tây Xuyên và điều động thêm nhiều quân tướng, Tôn Quyền sai người đón em gái về, sau đó lại phái Lỗ Túc và Lã Mông đánh mấy quận Kinh châu trong tay Quan Vũ. Quân Đông Ngô đông đảo, đánh chiếm 3 quận Linh Lăng, Quế Dương, Trường Sa. Quan Vũ chỉ còn giữ được nửa quận Giang Hạ và quận Vũ Lăng.
Lưu Bị ở Ích châu được tin, thấy tình hình Kinh châu nghiêm trọng, vội mang quân ra thành Công An thuộc quận Vũ Lăng, sai Quan Vũ mang quân đi đánh Lã Mông và Lỗ Túc. Tôn Quyền cũng đích thân từ Ngô quận tiến ra Lục Khẩu phòng thủ và sai Lỗ Túc dẫn quân ra Ích Dương.

### Không dám qua sông
Cam Ninh theo Lỗ Túc đến trấn phủ canh giữ Ích Dương, chống lại Quan Vũ. Vũ cho ba vạn quân, đích thân tuyển chọn ra lấy dũng sĩ 5000 người, đưa đến chỗ nước cạn trên thượng du cách huyện hơn mười dặm, bảo rằng muốn đang đêm vượt sông sang.
Lỗ Túc với các tướng cùng nhau bàn luận. Ninh lúc ấy có 300 quân, bèn nói: "Có thể lại đem thêm 500 quân nữa cấp cho tôi. Tôi đến đó chống chọi. Đảm bảo Vũ nghe tiếng tôi ho hắng khạc nhổ không dám lội xuống nước, mà nếu có lội xuống tất bị tôi bắt."
Túc lập tức chọn lấy nghìn quân trao thêm cho Ninh. Ninh trong đêm đến nơi. Vũ nghe tin, e ngại quân Ngô đã đặt sẵn mai phục nên thôi không vượt sông nữa mà dựng trại gỗ đóng quân bên sông. Nhân đó ngày nay tên xứ ấy là "khe Quan Vũ" (關羽瀨).

### Hội đàm với Lỗ Túc
Quan Vũ và Lỗ Túc gặp nhau tại Ích Dương. Hai bên hội đàm trước trận. Lỗ Túc hỏi Quan Vũ:
| “ | Ba quận Linh Lăng, Quế Dương, Trường Sa là bên tôi cho các ông mượn, sao các ông không trả lại? | ” |

Quan Vũ đáp:
| “ | Trong trận Xích Bích - Ô Lâm, Tả tướng quân (Lưu Bị) thân trong bộ ngũ, cùng các ông nhất tề ra sức, phá được quân địch, sao không được chia mảnh đất nào? | ” |

Lỗ Túc nói tiếp:
| “ | Lần đầu tiên ta gặp Lưu Dự châu (Lưu Bị) của các ông ở Đương Dương Tràng Bản, quân số ông ta không đầy một hiệu, bản thân ông ta hết cách, muốn chạy nạn tới nơi xa. Chúa thượng bọn ta (Tôn Quyền) thương ông ta không nơi nương tựa nên cho ông ta chỗ yên thân (Kinh châu). Không ngờ Lưu Dự châu biết làm việc đạo đức lại vứt bỏ tình nghĩa, bây giờ đã có Ích châu lại muốn có cả Kinh châu. Đó là chuyện người thường cũng không huống chi Dự châu sao có thể như thế? | ” |

Quan Vũ không trả lời được. Cuối cùng hai bên giảng hòa, cùng thu quân trở về.
Trong Tam quốc diễn nghĩa của La Quán Trung, việc hội đàm được hư cấu thành việc Quan Vũ "một đao tới hội", và không có việc bị đuối lý với Lỗ Túc. Trong sự kiện hư cấu này, Quan Vũ đã dùng mưu trí và uy dũng của mình để thoát khỏi sự uy hiếp của quân Đông Ngô, ông bắt Lỗ Túc làm con tin để vượt khỏi sự bao vây của các tướng Ngô. Thực tế thì không phải Quan Vũ sang phó hội chỗ Lỗ Túc mà là hai bên gặp nhau đối đáp trước trận, sau đó cùng rút về, tác giả đã hoán đổi vị thế của hai nhân vật này để tâng bốc Quan Vũ.

### Bất hòa với Tôn Quyền
Năm 215, thấy tình hình bất lợi (Tào Tháo chiếm Hán Trung từ tay Trương Lỗ, uy hiếp Tây Xuyên) và không thể dùng vũ lực đoạt lại các quận đã mất, Lưu Bị đành phải nhượng bộ Tôn Quyền, đề nghị chính thức công nhận chủ quyền 3 quận Linh Lăng, Quế Dương, Trường Sa cho Đông Ngô, xin đổi lấy Nam quận. Tôn Quyền chấp thuận giảng hòa, phân chia lại Kinh châu, lấy sông Tương Thủy làm ranh giới. Quan Vũ tiếp nhận quận Giang Lăng, tướng của Tôn Quyền là Trình Phổ giao lại Giang Lăng, về giữ chức thái thú Giang Hạ. Tôn Quyền giao thêm phần nửa Nam quận cho Quan Vũ; đổi lại Quan Vũ chính thức giao lại quận Trường Sa và Quế Dương cho Tôn Quyền. Như vậy địa bàn Kinh châu của Quan Vũ từ năm 215 chỉ gồm có các quận Vũ Lăng, Giang Lăng và một nửa Nam quận, nửa Nam quận kia vẫn thuộc về quân Tào Tháo
Tôn Quyền sau đó tiếp tục muốn củng cố tình thân với Lưu Bị, bèn sai sứ giả đến xin cầu hôn con gái Quan Vũ cho con trai mình. Tuy nhiên, Quan Vũ không nhận thức được tầm quan trọng của liên minh Tôn – Lưu như Gia Cát Lượng từng nhấn mạnh, không những ông từ chối mà còn nhục mạ Tôn Quyền. Ông quát vào mặt sứ giả Đông Ngô:
| “ | Con gái ta như loài hổ, lại thèm gả cho loài chó à! | ” |

Từ đó quan hệ giữa Đông Ngô và Kinh châu lại căng thẳng như trước. Người duy nhất chủ trương giữ hòa khí với Lưu Bị là Lỗ Túc đã qua đời nên Tôn Quyền quyết định ngả theo Tào Tháo để lấy toàn bộ Kinh châu.

### Cạo xương chữa thương
Tam quốc chí chép: Quan Vũ từng bị trúng tên (không nói rõ lúc nào), bắn xuyên cánh tay trái, sau vết thương tuy đã khỏi nhưng mỗi lúc mưa dầm trở gió, xương cốt vẫn thường đau nhức, thầy thuốc chẩn đoán rằng: “Mũi tên có thuốc độc, chất độc ấy thấm vào xương cốt, giờ phải khoét thịt ở cánh tay bị thương, nạo xương trừ bỏ chất độc, rồi sau mới điều trị được gốc bệnh.” Quan Vũ liền duỗi tay sai thầy thuốc chữa trị. Lúc ấy, Vũ cùng chư tướng uống rượu nói chuyện, máu trên cánh tay chảy đầm đìa đầy cả chậu, mà ông vẫn cắt thịt nướng uống rượu, cười nói như không.
Trong Tam quốc diễn nghĩa, La Quán Trung cũng đưa vào chuyện này để nêu bật dũng khí của Quan Vũ. Tuy nhiên, tác giả đã hư cấu thêm các tình tiết như: vết thương là do Quan Vũ bị Bàng Đức bắn lén (trong trận Tương Dương-Phàn Thành năm 219), rồi Quan Vũ chịu "cạo xương chữa thuốc" trong lúc đánh cờ (chứ không phải lúc nói chuyện và ăn uống), còn "bác sĩ phẫu thuật" chính là "thần y" Hoa Đà (trên thực tế Hoa Đà đã mất từ năm 208, trước trận Tương Dương-Phàn Thành 11 năm).

### Vây hãm Tương-Phàn
Năm 219, Lưu Bị đánh chiếm được Đông Xuyên từ tay Tào Tháo, lại đánh lui được đại quân Tào, tự xưng là Hán Trung vương. Quan Vũ được phong làm Tiền tướng quân và ban cho cờ tiết, lưỡi phủ việt.

#### Phát động cuộc chiến Tương-Phàn
Tháng 7 năm 219, Quan Vũ giao cho My Phương giữ Giang Lăng, Sĩ Nhân giữ thành Công An, còn mình khởi đại quân bắc phạt đánh Tào Tháo, đem theo con trai trưởng là Quan Bình. Thục ký viết: Vũ ban đầu xuất quân vây Phàn thành, mộng thấy có đàn lợn cắn vào chân, mới nói nhỏ với Bình rằng: “Ta nay tuổi đã cao, như thế ắt nay đi chẳng thể trở về!”
Về việc tại sao Quan Vũ lại một mình kéo quân đi đánh Tương-Phàn, và đây là chủ ý của ai (Lưu Bị, Gia Cát Lượng, hay bản thân Quan Vũ) chính sử không ghi rõ, và các nhà sử học của Trung Quốc thời nay có rất nhiều tranh cãi. Trương Tác Diệu trong Lưu Bị truyện cho rằng đây là Quan Vũ làm theo "gợi ý" của Lưu Bị và Gia Cát Lượng, nhưng hai người này lại không có phối hợp hay hỗ trợ gì, để Quan Vũ tự lo liệu, dẫn đến thất bại. Hà Tư Toàn trong Tam Quốc sử lại cho rằng đây là tự ý Quan Vũ làm, Lưu Bị đã không ra lệnh nhưng cũng không phản đối hay ngăn cản. Lã Tư Miễn trong Tần Hán sử cho rằng đây là Quan Vũ phối hợp với chiến dịch Hán Trung của Lưu Bị, nhưng ra quân quá sớm khi mà quân Lưu Bị chưa kịp về (giả thuyết này sai vì khi Quan Vũ ra quân thì Lưu Bị đã chiếm được Hán Trung rồi). Dịch Trung Thiên thì cho rằng đây là Quan Vũ muốn nhân lúc Lưu Bị chiến thắng ở Hán Trung, nói tích cực thì là "muốn thừa thắng xông lên để giành thêm thắng lợi", nói tiêu cực thì là "tham lam không biết lượng sức", "đánh giá sai tình huống".
Đại quân của Quan Vũ vây hãm thành Tương Dương, sau đó lại vây đánh Phàn (樊) thành. Tào Tháo nghe tin, sai Vu Cấm dẫn quân đi cứu Tương-Phàn.
Tam quốc diễn nghĩacó tình tiết hư cấu rằng Quan Vũ chém tướng, đánh chiếm được cả thành Tương Dương. Trên thực tế Vũ chỉ mới vây đánh thành, không chiếm được. (Cũng theo tiểu thuyết này, trước đó nhân vật Gia Cát Lượng đã phỗng tay trên của Chu Du, sai Triệu Vân cướp được Tương Dương, sau lại nói Tương Dương trong tay quân Tào, nhân vật Quan Vũ đánh chiếm được lần 2).
Bàng Đức lúc trước dẫn quân bản bộ hợp binh cùng Tào Nhân đi dẹp loạn Hầu Âm (侯音), Vệ Khai (衛開) ở huyện Uyển (宛), rồi xuôi xuống Nam, đến Phàn (樊) thành giúp chống Quan Vũ. Bàng Đức nói "Ta đã chịu quốc ân, về nghĩa phải lấy cái chết để báo đáp. Năm nay nếu ta không giết được Vũ, tất Vũ sẽ giết ta." Quan Vũ và Bàng Đức giao chiến, Vũ bị Đức bắn tên trúng vào trán. Bàng Đức thường cưỡi ngựa trắng, quân của Vũ đều khiếp sợ Đức, gọi ông là Bạch mã tướng quân. Tào Nhân sai Bàng Đức đóng quân cách phía bắc Phàn thành mười dặm.
La Quán Trung có tình tiết hư cấu rằng nhân vật Bàng Đức xin đi theo Vu Cấm làm tiên phong, đem cả áo quan để chứng tỏ tận trung báo quốc. Thực tế Bàng Đức đi cùng Tào Nhân.

#### Lợi dụng lũ lụt bắt Vu Cấm, Bàng Đức
Tháng 8 năm 219, mùa thu, trời đổ mưa lớn hơn 10 ngày, sông Hán Thủy dâng cao, tràn bờ gây ra lũ lụt. Nước sông mênh mông, dưới chân Phàn thành ngập sâu "năm sáu trượng". Quân Tào đóng đồn ở phía bắc Phàn thành bị nước dìm chết gần hết, số ít bỏ chạy thoát. Quan Vũ dùng thủy quân Kinh Châu tấn công. Vu Cấm cùng chư tướng trèo lên chỗ cao, nước lũ bao quanh không còn chỗ trốn, đành đầu hàng.
Tam quốc diễn nghĩa có tình tiết hư cấu rằng Quan Vũ dùng mưu kế khơi dòng nước tạo ra lũ lụt. Thực tế, theo các nhà nghiên cứu lịch sử người Trung Quốc Dịch Trung Thiên và Hà Tư Toàn thì sử sách chỉ ghi đây là thiên tai, ngoài ra không ghi chép gì về việc Quan Vũ khơi dòng nước lũ. Quan Vũ đã biết lợi dụng thời cơ để tấn công, nếu không có lũ lụt thì chưa chắc Vũ đã thắng được đội quân của Vu Cấm, Bàng Đức.
Theo tác giả Trần Tiến trên báo Thể thao & Văn Hóa thì: đây là trận lũ bất thường nên bọn Tào Nhân, Mãn Sủng dù đã ở đây lâu năm cũng không thể lường trước được, khiến quân của Vu Cấm rơi vào nạn lụt. Còn Quan Vũ bằng cách nào đó đã "tiên liệu được" và lợi dụng cơ hội đó để phá địch. Tháng 7 Quan Vũ phát động tấn công, vây lấy Tương Dương - Phàn Thành, có thể kế hoạch của Quan Vũ là dựa vào thời tiết đầu thu nhiều mưa, địa hình lầy lội để hạn chế kỵ binh của quân Tào, đồng thời lợi dụng ưu thế thủy quân Kinh Châu, nhưng trời mưa quá lớn đã ban cho ông một cơ hội còn lớn hơn dự tính. Do vậy, Quan Vũ thắng trận không hẳn là chỉ nhờ may mắn mà vì ông đã có sự chuẩn bị trước
Bàng Đức cùng tướng sĩ trốn lũ trên đê, chống trả quyết liệt từ sáng đến trưa, rồi cùng một tướng khác đi thuyền nhỏ định về trại Tào Nhân, nhưng thuyền bị lật. Đức bị rơi mất cung tên, bám vào thuyền trôi theo dòng nước lũ, cuối cùng bị bắt. Bàng Đức đứng thẳng không chịu quì; Quan Vũ dụ hàng Đức, bị ông chửi mắng rằng:
| “ | Thằng ranh con, sao dám bảo ta hàng! Nguỵ vương có trăm vạn giáp binh, uy chấn thiên hạ. Lưu Bị nhà mày chỉ là kẻ tầm thường thôi, há có thể địch nổi sao! Ta thà làm con ma ở nước Nguỵ, chẳng thèm làm tướng của lũ nghịch tặc vậy. | ” |

Quan Vũ sai người giết Bàng Đức. 45 năm sau, con trai Bàng Đức để trả thù cho cha đã giết sạch gia tộc Quan Vũ.

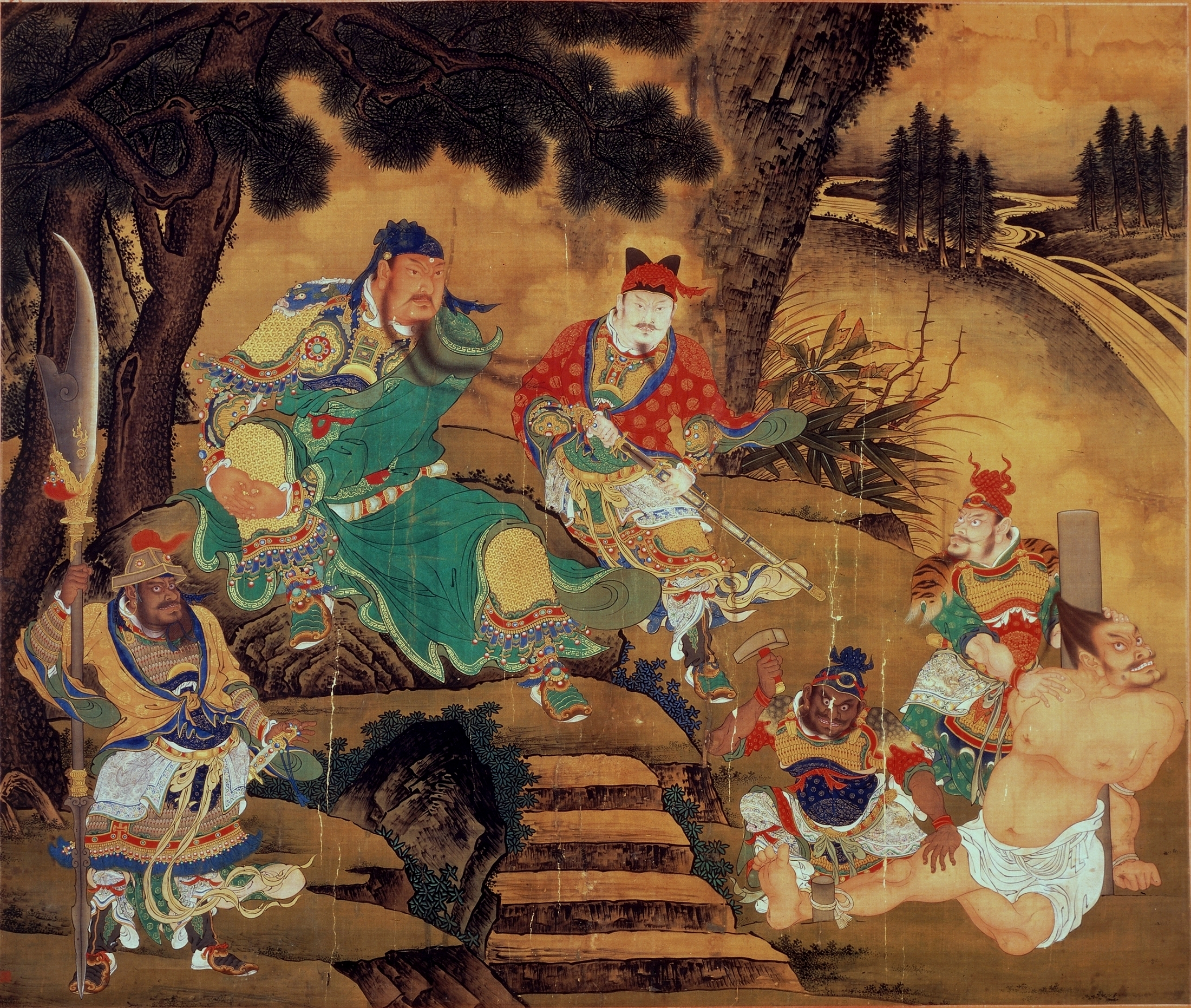
Cảnh Quan Vũ và Bàng Đức

La Quán Trung có tình tiết hư cấu rằng nhân vật Bàng Đức là mãnh tướng từng bắn bị thương cánh tay Quan Vũ, nhưng lại không biết bơi, bị nhân vật hư cấu là Châu Thương bắt sống.
Điển Lược viết: Khi (Quan) Vũ vây Phàn thành, (Tôn) Quyền sai sứ đến xin xuất binh giúp đỡ, song Quyền chẳng vội vã tiến binh, chỉ phái quan chủ bạ đến báo cho Vũ biết. Vũ giận vì đợi lâu, lại bởi lúc ấy mới bắt được bọn Vu Cấm, bèn mắng rằng: “Tặc tử sao dám vậy, ví như lấy xong Phàn thành, ta chẳng thể diệt hắn ư!” Quyền nghe nói vậy, biết Vũ coi rẻ mình, mới vờ viết thư tạ lỗi, hứa sẽ xuất binh giúp Vũ.

#### Tào Tháo định dời đô
Phàn thành rất nguy cấp, nhiều chỗ trong thành bị nước sông làm xói lở. Mãn Sủng động viên Tào Nhân giữ thành, vì nước lũ sẽ rút nhanh. Tại thành Tương Dương, Lã Thường cũng cố sức cầm cự trước sức tấn công của Quan Vũ. Hai thành bị vây ngặt, hoàn toàn không liên lạc được với nhau. Trước tình thế đó, các tướng Tào khác gồm thứ sử Kinh châu là Hồ Tu, thái thú Nam Dương là Trù Phương đều đầu hàng Quan Vũ.
Quan Vũ nhân đà thắng trận, dẫn quân tiến sâu vào Hiệp Hạ, kích động các bộ tộc thiểu số phản Tào. Nhiều lực lượng chống Tào ở phía nam Hứa Xương nhận ấn hiệu đi theo Quan Vũ. Trung nguyên chấn động.
Tào Tháo rất lo lắng, toan tính dời đô - đưa Hán Hiến Đế khỏi Hứa Xương. Sau nghe lời Tư Mã Ý và Tưởng Tế phân tích lợi hại, Tào Tháo mới quyết định không thiên đô, sai Từ Hoảng mang quân đi cứu Phàn Thành.

#### Bị Từ Hoảng đánh bại
Từ Hoảng nhận lệnh mang quân đến cứu Tào Nhân. Quân Tào lần này phần lớn là tân binh (quân tinh nhuệ theo Vu Cấm đã chết chìm hết), Tháo dặn dò Hoảng phải đợi tập hợp đủ binh lực, tránh tranh phong cùng quân Quan Vũ. Từ Hoảng đến Yển (偃) thành, giả vờ đào hào xung quanh để cắt đứt tiếp tế, quân Thục đốt đồn bỏ chạy, Yển thành bị Hoảng chiếm.
Quan Vũ đành dẫn quân giáp mặt Từ Hoảng, Từ Hoảng tự Công Minh, cũng là người quận Hà Đông, từ nhỏ Vũ và Hoảng đã quen biết nhau và quan hệ khá tốt. Thục ký viết: Vũ cùng Hoảng khi xưa rất quí trọng nhau, lúc ấy trông xa nói chuyện, chỉ nói chuyện thường ngày, không nhắc việc quân. Chốc lát, Hoảng quay đầu ngựa truyền lệnh:
| “ | Ai lấy được đầu Vân Trường, thưởng ngàn cân vàng. Vũ lo sợ cuống cuồng hỏi Hoảng rằng: Đại huynh sao lại nói như vậy? Hoảng đáp: Ấy chỉ bởi việc nước mà thôi. | ” |

Quan Vũ cho quân đóng trại ở Vi Đầu (圍頭), lại lập thêm đồn ở Tứ Trủng (四冢). Từ Hoảng giương đông kích tây, phao tin đánh trại Vi Đầu của Vũ, nhưng kỳ thực lại đánh đồn Tứ Trủng. Quan Vũ mắc mưu nên bị thua to, đồn Tứ Trủng sắp vỡ, Vũ phải đích thân dẫn năm nghìn quân ra đánh, bị Từ Hoảng đánh lui. Hoảng đuổi theo phá tan quân Thục, binh sĩ bị rơi xuống sông Hán Thủy chết rất nhiều, Phàn Thành được giải vây
Theo các nhà nghiên cứu Trịnh Phúc Điền, Khả Vĩnh Quyết, Dương Hiệu Xuân, thì lúc này thủy quân của Quan Vũ vẫn chiếm cứ Miến Thủy, Tương Dương vẫn tiếp tục bị bao vây. Quân của Từ Hoảng tuy phá được vòng vây ở Phàn Thành nhưng không có thủy quân, nên không thể ứng cứu cho Tương Dương. Nhưng khi nghe tin Giang Lăng thất thủ, Quan Vũ phải bỏ vòng vây, lập tức dẫn binh quay về Nam, trên đường nhiều lần sai người đi do thám tin tức.
Tào Tháo không thừa thắng truy kích. Theo nhà nghiên cứu Dịch Trung Thiên, không phải vì nhân từ hay nghĩ tình cũ, mà chỉ muốn ngồi nhìn hai hổ đấu với nhau. Tào Tháo tin rằng Tôn Quyền đã mài dao từ lâu, tất sẽ không buông tay bỏ cuộc, và dự liệu đó là hoàn toàn chính xác.

### Bị Đông Ngô đánh úp Kinh Châu

#### Lã Mông áo trắng sang đò
Về phía Đông Ngô, người chủ hòa với phe Lưu Bị là Lỗ Túc đã mất. Lã Mông lên thay, khuyên Tôn Quyền đánh chiếm Kinh Châu. Lúc mới nhậm chức, Mông gửi thư cho Quan Vũ, lời lẽ nhún nhường, khiến Vũ khinh nhờn. Sau đó Lã Mông lại giả xưng bệnh nặng, tiến cử Lục Tốn là người có tài nhưng chưa có tiếng kế vị. Tôn Quyền vờ phát hịch gọi Mông về, khiến Quan Vũ tưởng thật, lơ là phòng bị Đông Ngô, đã rút bớt quân Kinh châu điều đi đến Phàn Thành.
Khi Quan Vũ mới được thêm mấy vạn hàng quân của Vu Cấm thì thiếu lương thực, nên cướp kho lương ở Tương Quan (湘關) của Đông Ngô. Tôn Quyền nghe chuyện, liền lệnh cho Lã Mông phát binh tập kích Quan Vũ. Lã Mông đến Tầm Dương, giấu hết quân tinh nhuệ ở trong khoang thuyền, cho mặc áo trắng của lái buôn, chèo thuyền đi gấp ngày đêm đến đồn canh phòng mà Quan Vũ đặt ở bên sông, bắt trói hết quân ở đồn ấy nên Vũ vẫn không hay biết gì. Lã Mông tiếp tục kéo quân đến Nam Quận.

#### My Phương, Sĩ Nhân hàng Ngô
Quan Vũ vốn hay yêu quý sĩ tốt nhưng lại coi thường các sĩ phu, vì vậy hai tướng giữ hậu phương là My Phương và Sĩ Nhân vẫn bất mãn với ông. Khi Lã Mông dẫn quân bất thần kéo đến đánh, My Phương và Sĩ Nhân theo lời thư dụ của Ngu Phiên, không giao chiến đã đầu hàng, dâng Giang Lăng và thành Công An cho Tôn Quyền.
Ngô lục viết: Trước đây, trong thành Nam Quận dẫn lửa, cháy kho vũ khí. (Quan) Vũ trách tội (My) Phương, Phương trong lòng sợ hãi, (Tôn) Quyền nghe tin mà dụ Phương, Phương ngầm hòa thân. Lúc (Lã) Mông đến đánh, bèn đem trâu, rượu ra hàng.
Trước khi Quan Vũ tiến đánh Tương - Phàn, ông vẫn để lại rất nhiều lính ở Giang Lăng chưa kể lực lượng từ các cứ điểm khác của Kinh Châu luôn sẵn sàng chi viện. Chỉ cần lực lượng trấn giữ Giang Lăng cố thủ, Quan Vũ có thể kịp về ứng cứu. Tuy tính toán cẩn thận đến vậy, Quan Vũ lại không lường được việc My Phương và Sĩ Nhân đầu hàng quân Ngô.
Giang Lăng và Công An mất vào tay Đông Ngô, vợ con các tướng sĩ của Quan Vũ bị bắt sống cả. Lã Mông hạ lệnh không được lấn ép người nhà tướng sĩ Kinh Châu, không được cướp đoạt, lại sớm tối sai người thân cận đi chăm sóc người già cả, thăm hỏi những nhà không đầy đủ, cấp thuốc, ban cơm áo cho người bệnh tật, đói rét. Tin tức đó truyền đến quan quân của Quan Vũ nên họ không còn lòng dạ chiến đấu nữa, dần tản mát hết.
Quan Vũ vốn có thể chạy về phía tây bắc (gần Tây Xuyên) đến các quận Thượng Dung và Phòng Lăng, nhưng vì quan hệ với các tướng trấn giữ ở đó là Mạnh Đạt và Lưu Phong không tốt nên cùng đường phải chạy về phía nam ra Mạch Thành (麥城). Đến nơi, ông lại biết tin Lục Tốn đã đánh chiếm được Nghi Đô. Trong khi Quan Vũ chờ đợi viện binh thì Mạnh Đạt và Lưu Phong án binh không đến cứu.

### Hai cha con bị bắt giết
Sau khi bị Từ Hoảng đánh bại và bị Lã Mông lấy mất Kinh Châu, Quan Vũ đã cùng đường, nói theo Lưu Bị truyện của Trương Tác Diệu là “đã mất địa bàn, lại mất tướng sĩ, mất cả lòng dân”, chỉ còn đường chết.
Tháng chạp năm 219, Tôn Quyền sai người dụ hàng ông. Trong tình thế bị quân Ngô truy kích, Quan Vũ biết không thể dùng lực lượng ít ỏi còn lại để kháng cự, nên một mặt giả vờ đầu hàng, sai một số quân ở lại giương cờ trắng trên thành, còn mình dẫn hơn 10 quân kỵ theo đường nhỏ đổi hướng chạy lên phía bắc, hy vọng men theo đường núi để thoát khỏi vòng vây của Tôn Quyền để tới Ích châu hoặc Hán Trung (địa bàn của Lưu Bị).
Khi Quan Vũ chạy tới Lâm Thư thì bị tướng Ngô là Chu Nhiên và Phan Chương chặn đường phục kích. Chu Nhiên để sổng Quan Vũ, nhưng bộ tướng của Phan Chương là Mã Trung bắt sống được Vũ cùng Quan Bình và Triệu Lũy. Cả Quan Vũ và Quan Bình cùng bị hành quyết tại chỗ.
Tam quốc diễn nghĩa có các tình tiết hư cấu kể rằng hai cha con họ Quan được giải từ Mạch Thành về đến tận kinh đô của Đông Ngô là Kiến Nghiệp. Tôn Quyền cố chiêu hàng nhân vật Quan Vũ nhưng không được, lại bị Vũ chửi mắng nên mới ra lệnh chặt đầu Vũ và Bình. Thủ cấp của hai cha con lại được đưa từ Kiến Nghiệp trở lại Mạch Thành, sau khi nhìn thấy thì Châu Thương (nhân vật hư cấu) nhảy xuống thành tự sát theo chủ. Đầu của Quan Vũ sau đó lại tiếp tục được đưa từ Mạch Thành tới Lạc Dương dâng cho Tào Tháo, nhưng đến lúc đó vẫn tươi y như khi còn sống.
Các sử gia đánh giá rằng: Lưu Bị và Quan Vũ có nhiều điều không phải với Tôn Quyền, nhưng việc Tôn Quyền ngầm đầu hàng Tào Tháo từng là kẻ thù chung để đánh lén sau lưng, giết chết Quan Vũ cũng là quá đáng.
Lúc Quan Vũ bị hành quyết là năm 220, không rõ bao nhiêu tuổi. Tiểu thuyết Tam Quốc diễn nghĩa ghi ông thọ 58 tuổi, tức là sinh năm khoảng 162, nhưng các nhà sử học không xác nhận thông tin này là chính xác.
La Quán Trung lại thêu dệt thêm chuyện mê tín dị đoan rằng sau khi Quan Vũ chết, hồn phách không tan, lượn lờ đòi trả lại đầu; sau nhờ gặp một nhà sư mới giác ngộ, biến mất, nhưng vẫn thường "hiển linh" để giúp người này người nọ. Thanh long đao (không có thật) của Quan Vũ bị Phan Chương lấy mất, còn ngựa Xích Thố (ngựa của Lã Bố, chưa bao giờ thuộc về Quan Vũ) được thưởng cho Mã Trung. Sau này hồn ma của Quan Vũ hiện lên để giúp con trai Quan Hưng giết Phan Chương đoạt lại đao (Quan Hưng thật ra là quan văn, bị chết yểu, qua đời trước Phan Chương), còn ngựa cũng bỏ ăn để chết theo "chủ".

#### Địa điểm Quan Vũ bị chặt đầu
Về việc Quan Vũ và Quan Bình bị giết chính xác ở đâu, Tam quốc chí ghi chép không rõ ràng.
Quan Vũ truyện ghi: “Quyền sai tướng đánh Vũ, chém Vũ và con ở Lâm Thư”.
Ngô chủ truyện ghi: “Mã Trung bắt được Vũ và con là Bình cùng đô đốc Triệu Lũy ở Chương Hương”.
Phan Chương truyện ghi: “Phan Chương và Chu Nhiên ngăn đường Vũ, đến Lâm Thư, ở Giáp Thạch”.
Lâm Thư, Chương Hương, Giáp Trạch là các địa danh ở gần nhau.
Dịch Trung Thiên đưa ra lý giải là: Phan Chương và Chu Nhiên nhận lệnh đi ngăn đường phục kích Quan Vũ. Phan Chương lấy Lâm Thư làm quân doanh, sau đó cho quân đi mai phục ở Giáp Thạch. Giáp Thạch ở về phía tây bắc Chương Hương, sau khi bộ tướng là Mã Trung bắt được Quan Vũ ở Chương Hương đã áp giải Vũ về quân doanh ở Lâm Thư. Lúc này, lệnh của Tôn Quyền cũng vừa tới: "giết Quan Vũ", và Phan Chương đã hành quyết Quan Vũ ở Lâm Thư.

#### Tôn Quyền nộp thủ cấp, Tào Tháo hậu táng
Tôn Quyền sai người mang đầu Quan Vũ đến Lạc Dương nộp cho Tào Tháo. Tào Tháo không mang đầu ông đi bêu mà sai làm lễ tang trọng thể theo nghi thức an táng chư hầu. Ngô lịch viết: Quyền đem đầu của Vũ đến chỗ Tào công, Tào công lấy lễ
chư hầu mà an táng cho Vũ. Tiểu thuyết Tam Quốc Diễn Nghĩa mô tả tình tiết rằng Tào Tháo cho người dùng gỗ quý tạc thành thân người rồi chắp đầu lâu của Vũ vào an táng.
Các nhà nghiên cứu cho rằng: Tào Tháo đã phụ nhiều người, nhưng chưa từng phụ Quan Vũ. Mặt khác việc làm đó còn mang ý nghĩa chính trị không nhỏ: Tôn Quyền nộp đầu Quan Vũ cho Tào Tháo để muốn thiên hạ nghĩ rằng mình giết Vũ theo lệnh Tào Tháo, khiến Lưu Bị chĩa mũi nhọn vào họ Tào; nhưng Tào Tháo trọng táng Quan Vũ lại cho ra thông điệp khác: Tôn Quyền tự ý giết ông. Tào Tháo đã giải toả được sự hiềm nghi của mọi người và lái được mũi nhọn của Lưu Bị trở lại phía Tôn Quyền.
Trong Tam quốc diễn nghĩa, La Quán Trung hư cấu nên chuyện rằng: "Ngày Tôn Quyền mở tiệc khao Lã Mông, hồn Quan Vũ đã quay về giết chết nhân vật Lã Mông. Vì hoảng sợ và để ly gián Ngụy và Thục nên Quyền đem đầu ông đến nộp cho Tào Tháo. Tào Tháo mở hộp đựng đầu Quan Vũ ra nhìn, thấy vẫn hồng hào như còn sống. Cái đầu bổng trừng mắt ra nhìn, râu tóc dựng đứng lên; vì vậy nhân vật Tào Tháo hoảng sợ tới mức tái phát bệnh đau đầu và không lâu sau cũng chết". Những tình tiết hư cấu này dựa trên một phần thực tế cái chết của Lã Mông và Tào Tháo: không lâu sau khi đánh chiếm được Kinh châu, Lã Mông trở về cũng ốm nặng rồi qua đời, còn Tào Tháo bị bệnh đau đầu lâu năm rồi chết.

### Hậu quả của thất bại của Quan Vũ
Quan Vũ ra quân tháng 7 năm 219, trong vòng chưa được nửa năm (đến tháng 12 Âm Lịch) thì thất bại tan nát, không những cùng con trai mất mạng, để mất Kinh Châu, mà còn khiến phe Thục Hán tổn thất lực lượng nặng nề, chiến lược của Gia Cát Lượng vạch ra ở Long Trung không còn khả thi. Sau này, Trương Phi vì nóng vội đi trả thù, đánh đập tướng sĩ, bị Phạm Cương và Trương Đạt ám sát. Lưu Bị vì mối thù Quan Vũ mà không suy tính lẽ thiệt hơn, mang quân đi đánh Tôn Quyền (năm 221), kết quả bị Lục Tốn đánh thua to, rồi bị bệnh mất. Rất nhiều quan tướng của Thục Hán cũng chết trận ở Ngô, như Mã Lương, Trương Nam, Phùng Tập, cha của Phó Thiêm là Phó Đồng...
La Quán Trung có ý muốn "trả thù" giùm cho Quan Vũ, đã hư cấu nên việc Quan Hưng, Trương Bào làm tiên phong, giúp Lưu Bị thắng lớn nhiều trận, và những người đã hại Vũ như My Phương, Sĩ Nhân, Mã Trung, Phan Chương, Chu Nhiên đều bị giết... Trên thực tế đa phần những nhân vật lịch sử này đều sống thọ hơn cả Lưu Bị, và quân tướng Đông Ngô chịu rất ít tổn thất. Hơn nữa, Quan Hưng và Trương Bào đều mất sớm, chưa từng làm tướng.

## Mộ phần và sự nghiệp sau cái chết
Đến năm 260, Hậu chủ Lưu Thiện truy phong thụy hiệu cho Quan Vũ là Tráng Mậu Hầu (壯繆侯). Vũ là 1 trong số 12 công thần Thục Hán được truy phong thụy hiệu (cùng với Pháp Chính, Gia Cát Lượng, Tưởng Uyển, Phí Vĩ, Trần Tự, Hạ Hầu Bá, Trương Phi, Mã Siêu, Bàng Thống, Hoàng Trung, Triệu Vân).

### Hai ngôi mộ chôn cùng phụ nữ
Xác chết của Quan Vũ đầu một nơi, thân một nẻo, nên dân gian đặt ra câu nói: "Đầu ở Lạc Dương, thân nằm Tương Dương, hồn về cố hương (Sơn Tây)". Phần đầu của Vũ được Tôn Quyền dâng cho Tào Tháo, Tháo cho chôn tại Lạc Dương. Phần thân thì táng ven sông nơi Quan Vũ và con trai bị chặt đầu, nay thuộc Hồ Bắc, Trung Quốc.
Hai ngôi mộ được cho là ban đầu rất đơn sơ. Đến thời nhà Tùy và sau này là nhà Đường, mộ được tu sửa, trở nên bề thế, tráng lệ hơn. Đến thời nhà Minh, hai ngôi mộ Quan Vũ đều trở thành "Quan lăng" với quy mô khổng lồ, vô cùng uy nghi.
Gần đây, các nhà khảo cổ Trung Quốc đã khai quật mộ Quan Vũ, phát hiện mỗi ngôi mộ này đều có một hài cốt phụ nữ được chôn cùng, đến nay không thể xác định là ai, nhưng gây ra nhiều đồn đoán vô căn cứ như "có thể đó là Điêu Thuyền" (một nhân vật hư cấu).

### Quá trình được phong thánh
Theo giáo sư tiến sĩ người Hà Lan Barend Ter Haar, một nhà nghiên cứu văn hóa Trung Quốc của Đại học Hamburg và tác giả sách Guan Yu: The Religious Afterlife of a Failed Hero (ISBN 9780198803645), "sự nghiệp tâm linh kiếp sau" của Quan Vũ bắt đầu với giai đoạn là một vong hồn được dân địa phương lập miếu thờ để cầu an, qua mấy trăm năm trắc trở đến thời nhà Đường thì được "phong thánh" trở thành "Quan Công", được đưa vào miếu thờ của Phật giáo. Đến thời nhà Tống, "Quan Công" được đưa vào nghi lễ cúng bái trừ tà của Đạo Giáo, rồi đến thời nhà Minh, nhà Thanh, được phong làm "Quan Thánh", "Quan Đế".
Sau khi Thục Hán diệt vong, sự sùng bái Quan Vũ ở đất Thục (Tứ Xuyên) dần biến mất có lẽ do ông quanh năm chinh chiến ở bên ngoài. Nơi sùng bái Quan Vũ nhất là vùng Kinh Châu, nơi ông đóng quân khá lâu, đặc biệt là ở Lâm Thư nơi ông bị giết.
Bắt nguồn từ tâm lý mê tín của người xưa, dần dần xuất hiện những đồn đại về hồn ma Quan Vũ "hiển linh" ở Tương Dương nơi ông bị chặt đầu. Dân chúng Tương Dương lo sợ oan hồn ông báo thù nên xây một ngôi mộ, bắt đầu tế lễ Vũ như một "cô hồn dã quỷ", cầu mong đừng báo oán. Lúc này, Quan Vũ chưa trở thành "Quan Công", nhưng đây được cho là bước đầu để mở đường cho ông bước lên bệ thần thánh. Do tâm lý khiếp sợ hồn ma Quan Vũ báo thù, nên thời gian đầu các miếu thờ Quan Vũ có kiến trúc âm u, tượng ông được tạc với hình dạng hung dữ, đáng sợ. Việc thờ cúng Quan Vũ khi đó cũng chỉ mang tính khu vực (Tương Dương), không xuất hiện ở các địa phương khác.
Hơn 500 năm sau khi Quan Vũ chết, năm 731, Đường Minh Hoàng cho xây Võ miếu đầu tiên gọi là Thái Công Thượng phụ miếu, thờ chủ thần là Khương Thái Công (Khương Thượng, tức Lã Vọng) cùng 10 danh tướng các thời, chia làm 2 bên. Bên trái gồm: Bạch Khởi, Hàn Tín, Gia Cát Lượng, Lý Tĩnh, Lý Tích. Bên phải gồm: Trương Lương, Điền Nhương Thư, Tôn Vũ, Ngô Khởi, Nhạc Nghị. "Thập triết" không có Quan Vũ, chứng tỏ tâm lý tôn sùng "Quan Công" lúc này vẫn chưa lớn mạnh.
Đến năm 782, Đường Đức Tông tăng số tướng trong Võ miếu thêm 64 người. Trong số mới được thêm vào có Tôn Tẫn, Liêm Pha, Vệ Thanh, Hoắc Khứ Bệnh, Quan Vũ, Trương Phi, Chu Du, Đặng Ngải... Qua đó cho thấy địa vị của Quan Vũ lúc này cũng chỉ ngang các tướng thời Tam Quốc khác như Trương Phi, Chu Du, Đặng Ngải.
Đến thời Ngũ đại Thập quốc, Hậu Thục (934-965) thành lập tại Thành Đô, chỉ truy phong Gia Cát Lượng và Trương Phi làm vương, Quan Vũ vẫn chỉ tước hầu, không được nhắc gì đến, chứng tỏ vẫn chưa được xem trọng.
Đầu thời Bắc Tống (960-1127), hoàng đế Tống Thái Tổ ra lệnh đưa tượng Quan Vũ ra khỏi Võ miếu vì cho rằng Vũ từng đầu hàng địch, không xứng đáng được thờ. Tục tư trị thông giám chép: khi tới Võ miếu, Triệu Khuông Dận chỉ tượng Quan Vũ mà mắng rằng "Sợ chết đầu hàng, quá ư bất vũ, sao xứng được thờ ở đây?"; rồi sai người dời tượng Vũ đi. Nhưng mấy năm sau, Tống Thái Tổ bàn việc đưa thêm 23 tướng vào Võ miếu, tượng Quan Vũ lại được đưa vào.

#### Bắt đầu được phong thần
Năm 1123, Tống Huy Tông lại tăng số lượng các tướng thờ ở Võ miếu lên thành 72 cho tương đương với "Thất thập nhị hiền" bên Văn miếu. Tượng Quan Vũ được đặt phía điện ngoài, thuộc 33 vị bên tây, các tướng cùng thời Tam Quốc gồm Hoàng Phủ Tung, Đặng Ngải, Trương Phi, Lữ Mông, Lục Kháng, Đỗ Dự, Trương Liêu, Quan Vũ, Chu Du, Lục Tốn, Dương Hựu, Vương Tuấn...
Cũng vào thời Tống Huy Tông, Quan Vũ lại được thụy hiệu phong vương là Nghĩa Dũng Võ An Vương (義勇武安王).
Thời Nam Tống, góc nhìn lịch sử thời Tam quốc "Ngụy là triều đại chính thống" được đảo ngược thành "Ngụy là giặc, Thục Hán là chính thống", khiến cho vị thế của Quan Vũ – phe Lưu Bị – được nâng cao rõ rệt, và màu sắc thần thánh hóa đối với ông cũng đậm nét hơn.
Đến thời nhà Nguyên, người Mông Cổ thống trị Trung Hoa, triều đình không muốn dân chúng tôn thờ những danh tướng chống ngoại tộc như Nhạc Phi, nên đề cao Quan Vũ, một người trung thành với chủ trong cuộc nội chiến Tam Quốc. Cuốn Nguyên sử – Tế tự ký ghi rằng lễ phật trong cung đình nhà Nguyên luôn có "Quan Vũ thần kiệu", nghĩa là rước kiệu thần trong đó có tượng Quan Vũ.

#### "Quan Công Võ thánh"
Đến thời nhà Minh, Quan Vũ được cho là đã "hiển thánh" giúp đỡ Chu Nguyên Chương đánh bại Trần Hữu Lượng trong trận hồ Bà Dương, nên Minh Thái Tổ cho xây dựng "Quan Công miếu" ở Nam Kinh, ra lệnh người dân phải cúng bái.
Năm 1614, Minh Thần Tông phong Quan Vũ làm "Tam Giới Phục Ma Đại Đế Thần Uy Viễn Chấn Thiên Tôn Quan Thánh Đế Quân" (三界伏魔大帝神威遠鎮天尊關聖帝君). Quan Vũ chính thức trở thành "Quan Thánh", "Quan Đế". Việc tôn sùng Quan Vũ đã thịnh hành trong cung đình nhà Minh, có ghi chép rằng "trong cung dựng 2 tượng Quan đế, một lớn một nhỏ".
Tới thời nhà Thanh, Thái Tổ Nỗ Nhĩ Cáp Xích là người hâm mộ tiểu thuyết Tam quốc diễn nghĩa, phao tin rằng ông "được thần Quan Vũ phù hộ" nhằm tạo sự huyền bí cho bản thân trên chiến trường. Quân sĩ Mãn Thanh cũng đem theo hình Quan Vũ trong mình để được bảo vệ (mặc dù họ đang đánh nhà Minh của người Hán, và Quan Vũ là người Hán).

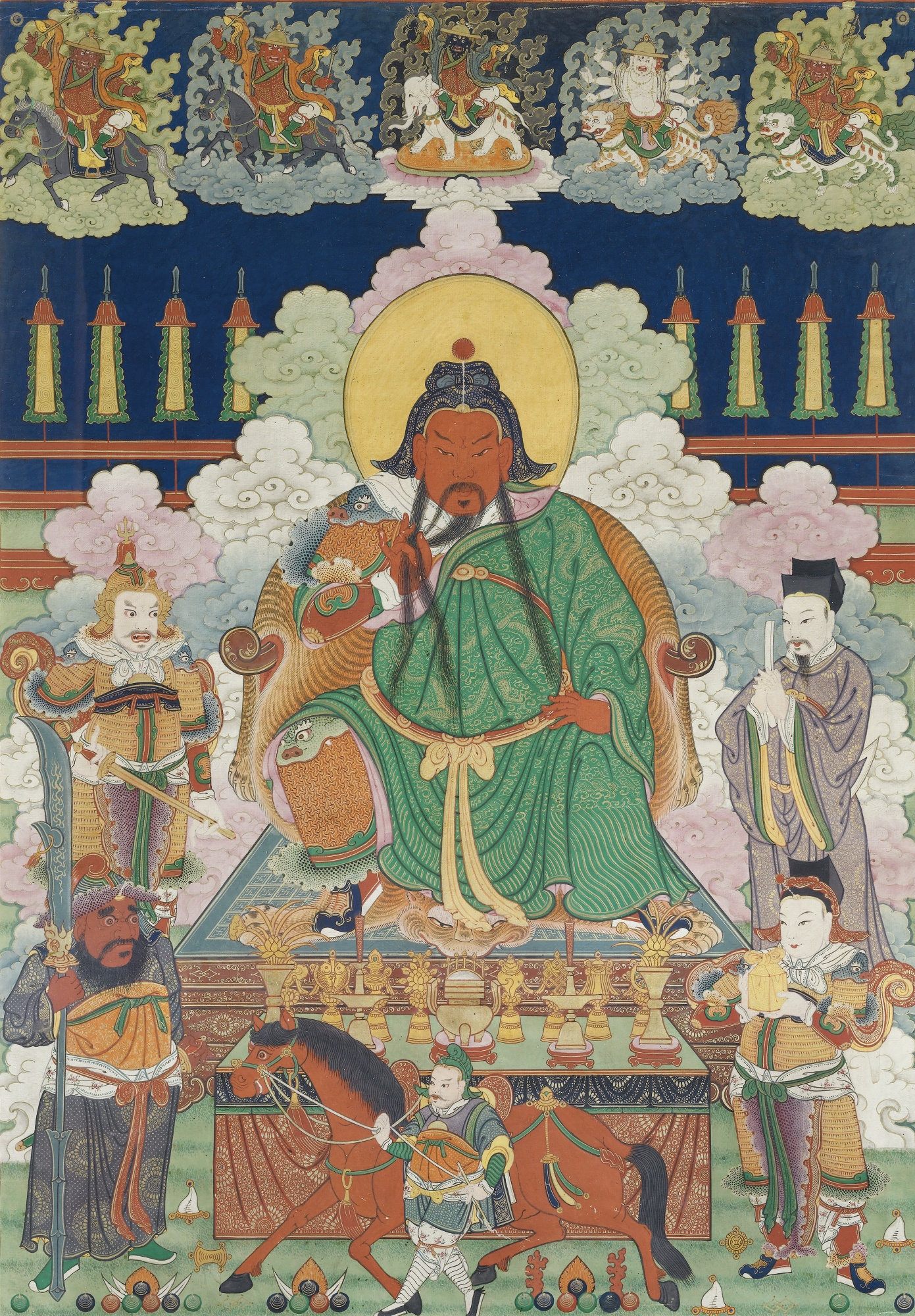
Tranh vẽ Bồ tát Quan Vũ thời Càn Long

Để khuyến khích lòng trung thành với vua chúa, và một phần cũng để lấy lòng người Hán, các Hoàng Đế nhà Thanh sau đó liên tục phong tước cho Quan Vũ, tên thụy ngày càng dài ra (lên đến 24, 26 chữ như Trung Nghĩa Thần Vũ Linh Hựu Nhân Dũng Uy Hiển Hộ Quốc Bảo Dân Tinh Thành Tuy Tĩnh Dực Thánh Tuyên Đức Quan Thánh Đại Đế, nên phải gọi tắt là "Quan Thánh").
Càn Long cho thêu dệt nên câu chuyện Quan Vũ "hiển linh" đi sau kiệu hộ giá nhà vua: Càn Long ngồi kiệu vẫn hay nghe tiếng dép lẹp kẹp đi theo sau, quay lại thì không thấy ai, Vua hỏi "ai theo hộ giá trẫm thế?" thì nghe trả lời "nhị đệ Quan Vân Trường", Vua phong làm "Tài Thần" (Quan Vũ là người Hán nhưng lại bảo vệ Hoàng Đế Mãn Thanh, khiến các hội Phản Thanh phục Minh mất đi khí thế).
Cuối cùng, vua Hàm Phong phong cho Quan Vũ là "Phu Tử", trở thành "Võ thánh" sánh ngang với Văn thánh Khổng Phu Tử. Từ một viên tướng có thành tích không quá nổi bật, hai lần bị bắt rồi bị giết, hơn một ngàn năm sau, nhờ các câu chuyện dân gian, tiểu thuyết Tam Quốc Diễn Nghĩa, và được các vua chúa triều nhà Tống, Nguyên, Minh, Thanh sử dụng làm hình mẫu tuyên truyền lòng trung thành trong dân chúng, cuối cùng Quan Vũ trở thành "Quan Thánh Đế Quân", đánh bật cả Khương Tử Nha và 10 vị danh tướng thời trước ra khỏi Võ miếu (từ thời nhà Thanh chỉ còn thờ mỗi Quan Vũ).
Sau khi nhà Thanh và chế độ phong kiến sụp đổ, hình tượng "Quan Công", "Quan Thánh" tiếp tục được dân gian sùng bái, từ thợ cắt tóc, thương nhân, đến Hội Tam Hoàng. Theo thống kê, ngày nay Quan Công là người có số lượng miếu thờ nhiều nhất ở Trung Quốc. Tuy nhiên, theo Dịch Trung Thiên, tác giả sách Phẩm Tam Quốc thì người thời Tam Quốc có ba loại hình tượng: hình tượng lịch sử (trong chính sử), hình tượng văn học (trong tiểu thuyết) và hình tượng dân gian (trong giai thoại); và theo nhà nghiên cứu văn hóa Trung Quốc Barend Ter Haar thì hình tượng Quan Công được thờ cúng ở đây là "hình tượng trong văn học và dân gian", không hoàn toàn giống với Quan Vũ trong lịch sử.

## Gia đình và hậu duệ
Quan Vũ có ít nhất là 3 người con: Quan Bình, Quan Hưng, và một con gái. Con cả Quan Bình theo ông đi chiến trận, bị Đông Ngô bắt giết cùng ông (năm 219). Con thứ Quan Hưng lớn lên ở Ích Châu, được cất nhắc làm Thị trung và Trung giám quân, cũng chỉ làm quan được một thời gian rồi qua đời sớm.
Trong tiểu thuyết Tam quốc diễn nghĩa của nhà văn La Quán Trung, nhân vật Quan Bình bị sửa thành con nuôi, còn nhân vật Quan Hưng trở thành mãnh tướng đi trả thù cho cha.
Quan Vũ còn có ít nhất là một người con gái, vì Tôn Quyền từng định hỏi cho con trai mình để kết thông gia nhưng Vũ từ chối, sỉ nhục sứ giả, gây nên bất hòa sau này. Thời phong kiến phụ nữ thường ít khi được ghi lại tên tuổi, nên chỉ được biết đến là Quan Thị. Tiểu thuyết Tam Quốc diễn nghĩa viết rằng Quan Vũ gọi con gái mình là "Hổ Nữ", còn con trai Tôn Quyền là "loài chó".
Người đời sau hư cấu thêm rằng: dù là thân nữ nhi nhưng 18 tuổi cô này đã sớm được Gia Cát Lượng tin dùng, đem theo phò trợ mình thảo phạt Nam Man... Nhân vật này xuất hiện trong kịch, phim ảnh Trung Quốc và các trò chơi điện tử của Đài Loan, Nhật Bản với nhiều tên khác nhau như Quan Ngân Bình (關銀屏), Quan Phụng (關鳳), Quan Nga (關娥), Quan Tam Tiểu Tỷ (關三小姐), Quan Thị Tam Tỷ (關氏三姐)...
Trong tiểu thuyết Tam quốc diễn nghĩa của nhà văn La Quán Trung, nhân vật Quan Vũ còn có người con trai thứ ba tên là Quan Sách. Nhân vật hư cấu này từng tham gia Nam chinh chống Mạnh Hoạch cùng với Gia Cát Lượng.
Nhân vật Quan Sách còn được xuất hiện trong kịch và các truyện khác với tên gọi "Hoa Quan Sách", có vợ là các nhân vật hư cấu "Bào Tam Nương" và "Hoa Man" (con gái của Mạnh Hoạch và nhân vật hư cấu Chúc Dung)

### Gia tộc chịu nạn
Đến đời cháu, con trưởng của Quan Hưng là Quan Thống làm tới chức Hổ bôn trung lang tướng, cũng mất sớm không có con trai. Người con thứ của Quan Hưng là Quan Di, sau khi Quan Thống mất, được tập tước Hán Thọ đình hầu.

Khi Thục Hán diệt vong (264), con Bàng Đức là Bàng Hội theo Chung Hội - Đặng Ngải vào Tây Xuyên, đã tìm hết nhà họ Quan ở Thành Đô tàn sát để trả thù cho cha, dòng họ Quan Vũ từ đó bị diệt vong.
Tam quốc chí ghi chép: Con nối dõi của Vũ là Hưng. Hưng tên tự là An Quốc, lúc còn ít tuổi được làm lệnh ở huyện Vấn, được Thừa tướng Gia Cát Lượng quý trọng khác thường. Sau làm quan Thị trung, Trung giám quân. Được mấy năm thì chết. Con Hưng là Thống nối tự, lấy công chúa (con Hậu chúa), làm quan đến Hổ bôn Trung lang tướng. Khi chết, không có con nối dõi, mới lấy con thứ của Hưng là Di kế tục tước. Thục ký viết: Con Bàng Đức là Hội, theo Chung-Đặng phạt Thục, Thục bị diệt, đã cho giết sạch gia tộc Quan Vũ.

### Những hậu duệ
Theo giáo sư tiến sĩ Barend Ter Haar, một nhà Hán Học thuộc Đại học Hamburg và tác giả sách Guan Yu: The Religious Afterlife of a Failed Hero, văn hoá tôn sùng Quan Vũ bắt đầu từ những người dân không cùng huyết thống với ông. Nhiều thế kỷ sau bắt đầu có những người họ Quan tuyên bố họ là con cháu Quan Vũ, và đến thời nhà Minh (trùng với thời điểm Quan Vũ được phong vương, phong thánh, phong đế) thì bắt đầu có tập tục thờ cúng Quan Vũ như là tổ tiên dòng họ.
Hiện nay có bộ sách "Quan thị gia phổ" gồm 12 quyển, trải suốt gần 1.900 năm, được tu bổ vào đời Càn Long nhà Thanh, chỉnh lý lần cuối vào năm 1932. Theo bộ gia phả này ghi chép thì khi nhà Thục Hán sụp đổ, một số con cháu của Quan Di đã kịp bỏ trốn và đổi thành họ Môn để tránh họa, đến đời Tây Tấn mới lấy lại họ Quan. Nhánh hậu duệ này của Quan Vũ được cho là có nhiều người tài giỏi nổi tiếng, như: Quan Lang - đại thần đời Bắc Ngụy, Quan Khang Chi - danh nho đời Nam triều, Quan Phiên - tể tướng đời Đường...
Đến năm 2010, ông Quan Trung Kim, theo "Quan thị gia phổ" ghi chép thì là hậu duệ đời thứ 67 của Quan Vũ, trú tại thị trấn Hoàng Sơn Đầu (huyện Công An, tỉnh Hồ Bắc) là người đang giữ bộ gia phả này. Ông Quan Anh Tài - cháu đời thứ 72 - là cự phú công thương Đông Nam Á và là Chủ tịch của Tổng hội Long Cương quốc tế (thành viên gồm những người được cho là hậu duệ của Lưu Bị, Quan Vũ, Trương Phi và Triệu Vân)

## Nhận định
Sử gia Trần Thọ, tác giả bộ chính sử Tam quốc chí có đánh giá về Quan Vũ được đời sau ghi nhận là công bằng:
Quan Vũ… sức địch vạn người, hổ thần một thời. Vũ báo ơn Tào công… có phong độ quốc sĩ. Nhưng Vũ cương và tự phụ,… lấy sở đoản chuốc lấy thất bại, là lẽ thường vậy.
Trong Tam quốc chí, chú giải của Bùi Tùng Chi ghi rằng: "Xưa, Trương Phi hùng tráng uy mãnh, chẳng kém gì Quan Vũ, mưu thần nước Nguỵ là Trình Dục khen Quan Vũ và Trương Phi là vạn người khó địch. Vũ khéo đối xử với sĩ tốt mà kiêu ngạo với sỹ đại phu, Phi yêu kính người quân tử mà không thương xót kẻ tiểu nhân."

### Khen
Quan Vũ được đánh giá là vị tướng võ nghệ xuất chúng, dũng cảm phi thường, uy tín đứng đầu toàn quân. Chiến tích đột kích, chém Nhan Lương giữa hàng vạn quân cho thấy Quan Vũ là người có võ nghệ rất cao cường. Dương Hí bình luận rằng:
Quan, Trương hùng dũng, xuất thân giúp đời, dìu dắt vương sư, mạnh mẽ oai hùng, che trở cho tả hữu, chuyển thân bay bổng như điện chớp. Vượt gian nan giúp chúa thành đại nghiệp, công tích ngang Hàn, Cảnh, thanh danh đức độ kề nhau. Đối với người không kể lễ, xét rõ được kẻ gian, thương nỗi coi nhẹ điều lo nghĩ mà vì nước bỏ mình
Về tính cách, Quan Vũ trọng điều nhân nghĩa, giữ chữ tín, là bầy tôi tuyệt đối trung thành. Trong trận Từ Châu, Tào Tháo bắt được Quan Vũ, Nhưng vì rất quý trọng khí phách và tài năng của Quan Vũ nên Tào Tháo không đối xử với ông như là tù binh mà coi là bậc thượng khách, ban lễ vật và chức tước rất trọng hậu, mong thu nạp được ông. Nhưng dù Tào Tháo hậu đãi bao nhiêu lần cũng vẫn không thuyết phục được ông từ bỏ Lưu Bị, dù Lưu Bị khi đó đang phải phiêu dạt khắp nơi và sự nghiệp rất mờ mịt. Tào Tháo tuy thất vọng vì không thu nạp được ông, nhưng cũng phải khen ông là “Thờ chúa không quên gốc, thật là nghĩa sĩ thiên hạ vậy”. Trong thiên hạ khi ấy, rất hiếm có võ tướng nào được Tào Tháo ca ngợi như vậy.
Ông theo phò tá Lưu Bị suốt 30 năm, phải trải qua gian lao khó nhọc, nhiều phen suýt trận vong nhưng ông vẫn một lòng trung thành không đổi. Ông cùng với Triệu Vân, Trương Phi là những vị tướng theo Lưu Bị sớm nhất và trung thành nhất với Lưu Bị.
Lịch sử Trung Hoa từng ghi nhận không ít trường hợp mộ hoàng gia, quan lại bị kẻ trộm mộ phá hoại, chỉ có rất ít mộ huyệt dù có địa danh cụ thể nhưng vẫn không bị xâm phạm và trong đó có mộ Quan Vũ. Suốt 1.800 năm, hai ngôi mộ của Quan Vũ vẫn không kẻ nào dám động tới, bởi sự tôn thờ mà hậu thế dành cho ông.
Ngày nay, Quan Công là nhân vật có nhiều miếu thờ bậc nhất tại Trung Quốc. Cả cảnh sát và xã hội đen Hồng Kông, bao gồm Hội Tam Hoàng, đều thờ Quan Công. Cảnh sát coi Quan Công là vị thánh biểu tượng cho lòng trung thành, sự công minh, nhân từ, dũng cảm và đáng tin cậy, tinh thần liêm khiết không màng vinh hoa phú quý. Xã hội đen Hong Kong thì thờ Quan Công vì cho rằng ông là biểu tượng của tình huynh đệ, một lòng trung thành với chủ và khí phách hiên ngang đối mặt với hiểm nguy, dù chết cũng không sờn lòng.

### Chê
Theo Tục tư trị thông giám, Tống Thái Tổ Triệu Khuông Dận chê Quan Vũ làm tướng mà chịu bị địch bắt, nên khi đi thăm Võ miếu đã chỉ mặt tượng Quan Vũ mắng rằng: "Sợ chết đầu hàng, quá ư bất vũ! Sao đáng được thờ ở đây?", rồi sai đem tượng của Vũ ra khỏi Võ miếu. Tuy nhiên sau này khi xét duyệt thêm danh tướng được thờ trong miếu, Tống Thái Tổ lại cho đưa tượng của Quan Vũ vào lại Võ miếu.
Các nhà sử học đánh giá Quan Vũ là người kiêu ngạo, không chịu ở dưới người khác. Năm 214, nghe tin Mã Siêu đến hàng Lưu Bị ở Tây Xuyên, Quan Vũ đang ở Kinh châu bèn viết thư cho Gia Cát Lượng hỏi: "Nhân phẩm, tài năng của Mã Siêu có thể so sánh với ai?" Gia Cát Lượng phải lựa lời viết thư lấy lòng Quan Vũ: "Mã Siêu chỉ có thể sánh ngang với Trương Phi, không thể siêu phàm tuyệt luân như ngài!" Ông đọc thư rất đắc ý và mang thư khoe với nhiều người.
Năm 219, Lưu Bị lên ngôi Hán Trung vương, phong ông làm Tiền tướng quân và lão tướng Hoàng Trung làm Hậu tướng quân. Quan Vũ thấy mình ở ngang hàng với Hoàng Trung thì không bằng lòng, không chịu nhận ấn tín. Phí Vĩ phải lựa lời khuyên ông nên vì nghiệp lớn của Lưu Bị, ông mới gác lại chuyện này và thụ phong.
Về việc này, sử gia Dịch Trung Thiên cho rằng cách hành xử của Gia Cát Lượng và Phí Vĩ đã quá "nuông chiều" Quan Vũ, gây ra "tác dụng phụ" biến Quan Vũ thành "đứa trẻ hư vì được nuông chiều" với hai đặc điểm: phóng túng và ngây thơ, nên mới phạm sai lầm trong xử lý quan hệ giữa ta với kẻ thù hoặc bè bạn. Vì phóng túng nên mới phát động chiến tranh Tương - Phàn; vì ngây thơ nên mới bị Lã Mông và Lục Tốn lừa. Ngoài ra Quan Vũ còn có nhược điểm là thích mắng chửi người khác. Dịch Trung Thiên đánh giá sự ngang bướng kiêu ngạo của ông đã tạo ra nhiều sơ hở trước kẻ thù, và với tính cách ấy Quan Vũ chỉ có thể là một “đại hiệp” hành tẩu trượng nghĩa nơi giang hồ, không thể trở thành “đại soái” giành giật ở Trung Nguyên.
Khi trấn giữ Kinh châu, Quan Vũ đã không giữ nổi đất và để quân Ngô chiếm mất 3 quận. Tôn Quyền trên danh nghĩa "nhận" 3 quận do Quan Vũ bàn giao nhưng trên thực tế đã chiếm được trong tay; họ Tôn lại muốn giao hảo, thế nhưng Quan Vũ lại khinh miệt, mắng nhiếc Quyền. Việc năm lần bảy lượt xúc phạm Tôn Quyền của Quan Vũ là một sai lầm, khiến Tôn Quyền để Lã Mông đánh úp khi Quan Vũ đang bận viễn chinh, dẫn đến cái chết sau này của ông. Trương Tác Diệu trong Lưu Bị truyện chê Quan Vũ là người "hữu dũng vô mưu", tự cầm quân một mình thì dẫn đến thất bại.
Theo Dịch Trung Thiên, từ lúc theo Lưu Bị chinh chiến, lúc nào Quan Vũ cũng được cho phụ trách một cánh quân riêng, cho thấy hẳn ông phải có "tài". Quan Vũ là người phương Bắc, vừa đến miền Nam (Kinh Châu) đã nắm được cách chỉ huy thủy quân, rõ ràng là có "nghề". Tuy nhiên, cũng Dịch Trung Thiên cho rằng Quan Vũ có năng lực, có hiểu biết về một mặt nào đó, nhưng "không đủ đầu óc chính trị", "không có nhãn quan chiến lược", lúc trước không giữ nổi một thành nhỏ (như Hạ Phì), về sau càng không đủ sức giữ nổi mảnh đất chiến lược như Kinh châu.

## Hình tượng trong văn học nghệ thuật

### Tam Quốc diễn nghĩa

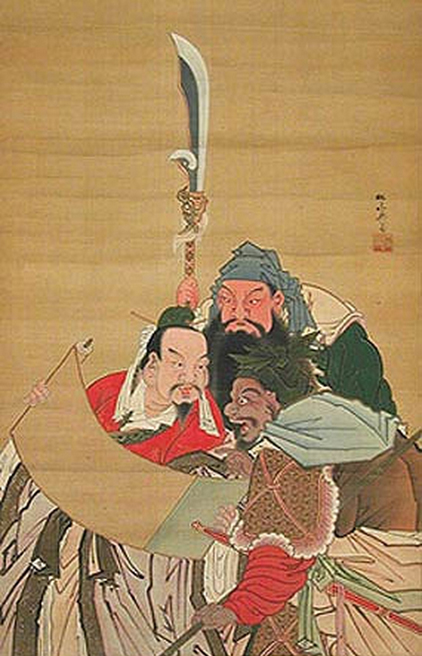
Đào viên Tam kết nghĩa đồ (桃園三結義圖) - Nhật Bản.

Nhà văn La Quán Trung lấy nhà Hán làm chính thống và ủng hộ Lưu Bị, do đó Quan Vũ - người trợ giúp đắc lực của Lưu Bị - được mô tả là nhân vật chính diện, vũ dũng hào hiệp, có khí phách anh hùng. Tác giả đã thêu dệt ra rất nhiều chiến công cho nhân vật Quan Vũ, còn đa số thất bại được ghi trong sử sách thì lược bỏ.
Tình huynh đệ giữa nhân vật này với các nhân vật Lưu Bị và Trương Phi được La Quán Trung ca ngợi. Xuyên suốt trong Tam quốc, cụm từ "kết nghĩa vườn đào" là tượng trưng cho tình nghĩa huynh đệ thắm thiết, keo sơn, không vì phú quý, công danh, khó khăn, hoạn nạn mà mờ phai. Ngoài ra nhân vật Quan Vũ còn được miêu tả là một người trọng tình nghĩa, trong trận Trường Bản có nhiều người nói Triệu Vân bỏ sang hàng Tào nhưng ông một mực không tin - Thực ra là Triệu Vân phải phá vòng vây cứu ấu chúa. Ông còn sử dụng lòng nhân từ của mình để thu phục Hoàng Trung, một lão tướng sức địch muôn người.
Vân Trường không tuân theo sách lược của Khổng Minh là "Bắc cự Tào Tháo, Đông hòa Tôn Quyền". Tuy Vân Trường nói: "Tôi xin ghi tạc lời Quân sư chỉ bảo", nhưng ông không thực hiện sách lược đó.
Sau đó, Tôn Quyền khiến Gia Cát Cẩn đến Kinh Châu, nói với Vân Trường: "Tôi đến có ý kết giao hai nhà. Chúa tôi có con trai thông minh, nghe ngài có con gái tuyệt sắc, nên muốn cầu thân. Nếu ưng thuận, chúng ta sẽ hiệp nhau đánh Tào."
Nhưng Vân Trường nổi giận nói: "Con gái ta ví như loài hổ, há lại gả cho loài khuyển?"
Có lẽ đó là bước ngoặt dẫn đến cái chết của Vân Trường do Đông Ngô gây ra.

#### Chiến tích hư cấu
Những nhà nghiên cứu Tam Quốc diễn nghĩa đã tổng kết: trong tiểu thuyết Tam Quốc diễn nghĩa, nhân vật Quan Công lập nhiều công trận, trước sau chém được 17 viên tướng ngoài mặt trận. Tuy nhiên, theo chính sử thì trừ việc chém Nhan Lương ra, những chiến tích còn lại là hư cấu:
1. Chém Trình Viễn Chí, tướng khởi nghĩa Khăn Vàng (nhân vật hư cấu)
2. Chém Hoa Hùng, tướng của Đổng Trác (trong sử ghi bị quân Tôn Kiên bắt giết)
3. Chém Quản Hợi, dư đảng Khăn Vàng (nhân vật hư cấu)
4. Chém Tuân Chính, tướng của Viên Thuật ở Vu Thai (nhân vật hư cấu)
5. Chém Xa Trụ, tướng của Tào Tháo ở Từ châu (Xa Trụ là quan văn, bị giết khi Lưu Bị chiếm Từ Châu)
6. Chém Nhan Lương, tướng của Viên Thiệu ở Bạch Mã (đây là chiến tích có thật được ghi chép trong sử sách)
7. Chém Văn Xú, tướng của Viên Thiệu ở Diên Tân (trong sử ghi bị quân Tào giết)
8. Chém Khổng Tú ở ải Đông Lĩnh (nhân vật hư cấu)
9. Chém Mạnh Thản ở Lạc Dương (nhân vật hư cấu)
10. Chém Hàn Phúc ở Lạc Dương (nhân vật hư cấu)
11. Chém Biện Hỉ ở Nghi Thủy (nhân vật hư cấu)
12. Chém Vương Thực ở Vinh Dương (nhân vật hư cấu)
13. Chém Tần Kỳ ở Hoạt châu (nhân vật hư cấu)
14. Chém Sái Dương ở Cổ Thành (tướng của Tào Tháo, tử trận khi đi đánh Lưu Bị ở Nhữ Nam)
15. Chém Hạ Hầu Tồn ở Tương Dương (nhân vật hư cấu)
16. Chém Dương Linh, tướng của Hàn Huyền ở Trường Sa (nhân vật hư cấu, trận chiến Trường Sa cũng không có thật vì Hàn Huyền đầu hàng Lưu Bị ngay lập tức)

Ngoài ra, ông còn ra lệnh hành quyết Bàng Đức sau khi viên tướng này bị bắt sống ở Khoái Khẩu.
Những người trợ thủ đắc lực nhất cho ông ngoài mặt trận trong nhiều năm là con nuôi Quan Bình (thật ra là con ruột) và Chu Thương (nhân vật hư cấu).

#### Những điển tích và giai thoại

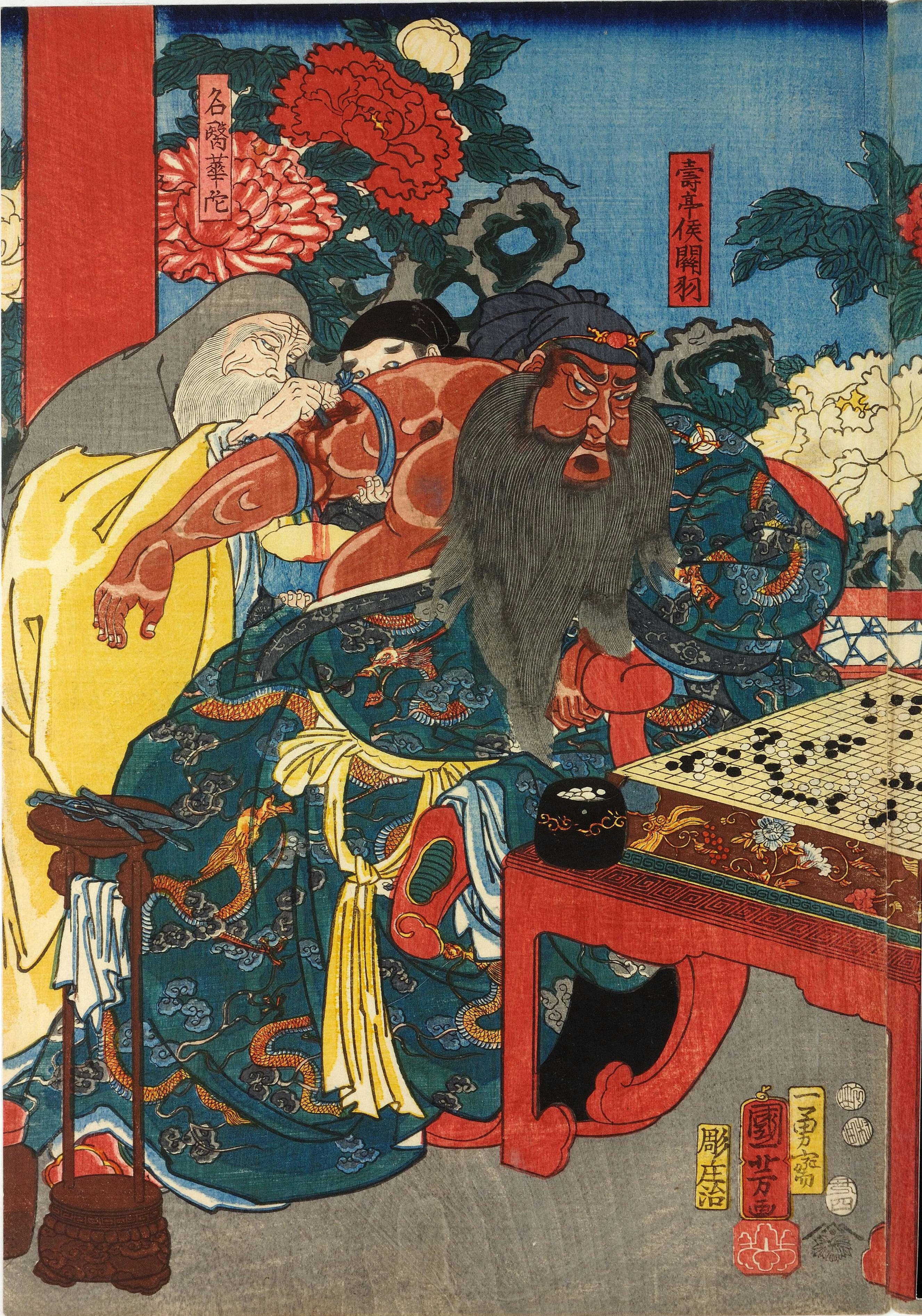
Tranh vẽ Quan Vũ vừa được chữa vết thương ở tay, vừa chơi cờ vây.

- Tam anh chiến Lã Bố: Quan Vũ sau khi dễ dàng chém nhân vật Hoa Hùng lại tiếp tục đấu ngang ngửa với Lã Bố ở cửa Hổ Lao. Với sự giúp sức của Trương Phi và Lưu Bị, Lã Bố bị đánh lui. (Theo chính sử thì Lưu - Quan - Trương không tham gia liên minh đánh Đổng Trác, nên việc 3 người đấu võ với Lã Bố ở Trận Hổ Lao Quan cũng không có thật).
- Đuốc sáng thâu đêm (Minh chúc đạt đán): Kể về sự việc khi Quan Vũ đầu hàng Tào Tháo. Tào Tháo cố ý sắp đặt cho Quan Vũ và 2 bà vợ Lưu Bị ở cùng một phòng để ông mắc lỗi đạo với Lưu Bị và không thể trở về với họ Lưu được nữa. Nhưng khi Cam phu nhân và My phu nhân đi ngủ, Quan Vũ đứng cầm đuốc bên ngoài canh gác suốt đêm cho tới sáng. Tào Tháo nghe vậy rất khâm phục chí khí của ông.

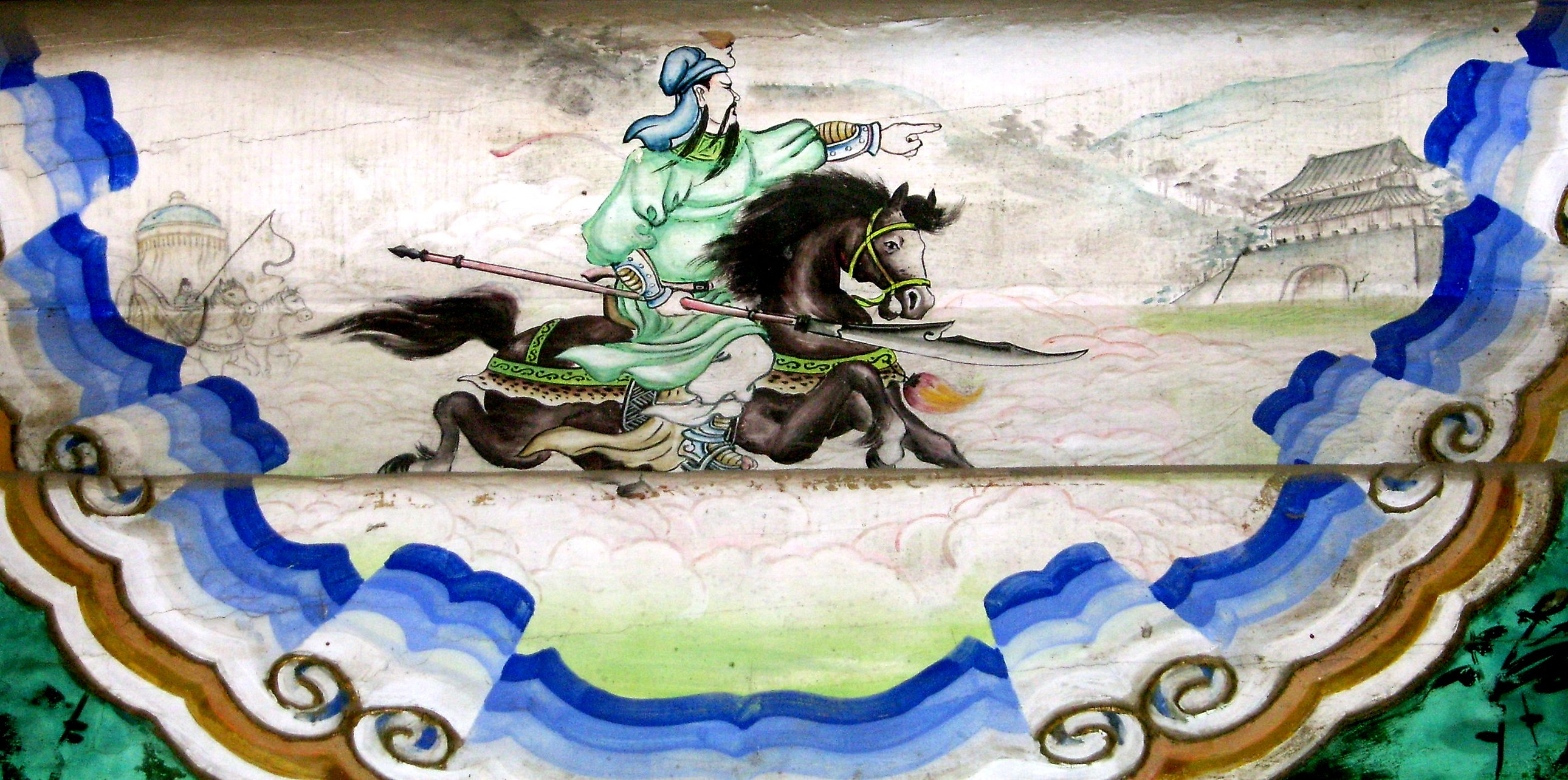
Hình nhân vật Quan Vân Trường một mình cưỡi ngựa (không phải ngựa Xích Thố) đi ngàn dặm. (Di Hòa Viên, Bắc Kinh).

- Qua năm ải chém sáu tướng: Quan Vũ một mình một ngựa đưa hai chị dâu đi tìm Lưu Bị, từ Hứa Xương qua 5 cửa ải, giết 6 tướng giữ thành của Tào Tháo (đều là nhân vật hư cấu). Sau đó nhân vật Quan Vũ còn gặp nhiều người hâm mộ như Quan Định (nhận nuôi con ông này) và Châu Thương (nhân vật hư cấu).
- Một đao đến hội (Đơn đao phó hội): Tôn Quyền muốn lấy lại Kinh châu, Lỗ Túc bày mưu dụ Quan Vũ đến hội ở Lục Khẩu và cho phục binh, nếu ông không đồng ý trả Kinh châu thì sẽ giết chết. Nhưng vì nhân vật Quan Vũ quá uy dũng, vừa thủ thanh long đao trong tay, vừa nắm lấy Lỗ Túc khiến quân Ngô không thể động thủ. Quan Vũ trở về an toàn (Thực tế Lỗ Túc đến gặp Quan Vũ, Vũ tranh luận không lại rồi 2 bên trở về).
- Cạo xương trị thương: Quan Vũ đánh Phàn Thành, bị trúng tên độc của Tào Nhân. Thuốc độc ngấm vào tận xương nguy hiểm tính mạng. Danh y Hoa Đà đến chữa, đề nghị gây mê ông để khỏi nhìn cảnh Hoa Đà khoét thịt cạo độc trong xương. Nhưng Quan Vũ không đồng ý, vẫn thản nhiên ngồi đánh cờ với Mã Lương trong lúc Hoa Đà chữa tay. Chính Hoa Đà phải khâm phục dũng khí của ông (thực ra bác sĩ cạo xương cho Quan Vũ là người khác, còn Hoa Đà đã chết trong ngục năm 208, còn Quan Vũ đánh Phàn Thành vào năm 219).

#### Vũ khí huyền thoại và ngựa chiến
Trong nhiều năm chinh chiến, nhân vật Quan Vũ gắn bó với vũ khí là thanh long đao và ngựa chiến là ngựa xích thố.
Thanh long đao gọi là Thanh long yển nguyệt (yển nguyệt là trăng lưỡi liềm) do nhân vật này đặt rèn khi chuẩn bị đánh quân Khăn Vàng từ hồi một trong tiểu thuyết. Tương truyền thanh long đao của Quan Vũ nặng 82 cân (khoảng 49 kg ngày nay). Thanh long đao thật ra là hư cấu, loại vũ khí này mãi đến thời Đường, Tống mới bắt đầu xuất hiện. Sử không ghi Vũ dùng loại vũ khí gì. Cuốn sách cổ xưa nhất nói về vũ khí của Quan Vũ là Cổ kim đao kiếm lục (viết vào thế kỷ thứ 5) ghi rằng Quan Vũ lấy sắt từ núi Võ Đô rèn nên 2 thanh kiếm. Những ghi chép trong Tam quốc chí về sự kiện Vũ giết Nhan Lương chỉ ghi rằng Vũ "đâm" chết Lương, sau đó mới chặt lấy đầu (không rõ ông dùng vũ khí gì để đâm).
Con ngựa chiến Xích thố nổi tiếng của nhân vật Quan Vũ vốn là ngựa của Đổng Trác. Trác mang tặng Lã Bố để mua chuộc Bố phản Đinh Nguyên về theo mình. Lã Bố bị giết, ngựa về chuồng của Tào Tháo. Tào Tháo muốn lấy lòng ông bèn tặng ngựa xích thố cho ông. Ngựa quý một ngày có thể đi ngàn dặm, sau này theo Quan Vũ qua 5 ải chém 6 tướng (nhân vật hư cấu) và lập nhiều chiến tích hư cấu khác. Sau khi Quan Vũ bị chặt đầu, ngựa Xích Thố bỏ ăn rồi chết. (Ngựa xích thố của Lã Bố là có thật, nhưng việc Tào Tháo tặng nó cho Quan Vũ là hoàn toàn hư cấu).

#### Hiển thánh
Đề cao uy linh dũng khí của nhân vật Quan Công, La Quán Trung còn mô tả việc ông hiển linh sau khi chết: vật chết Lã Mông trong dinh Tôn Quyền; thủ cấp trợn mắt mở mồm khiến Tào Tháo bệnh nặng rồi qua đời; giúp con là Quan Hưng giết được Phan Chương để trả thù trận Mạch Thành. (Thực tế Phan Chương đến năm 234 mới mất, còn Quan Hưng chết yểu từ nhỏ.)
Ngoài ra, La Quán Trung còn mô tả việc ông hiện lên đòi trả mạng chết oan khi gặp lại sư Phổ Tĩnh là người đồng hương. Sư Phổ Tĩnh (nhân vật hư cấu) lựa lời khuyên giải, ông mới ra đi.

### Trọng Tương vấn Hán
Trọng Tương vấn Hán (仲襄問漢) là tác phẩm văn học khuyết danh tác giả, kể theo thuyết tiền căn báo hậu kiếp hay luân hồi quả báo từ thời Hán Sở tranh hùng cho đến thời Tam Quốc.
Tác giả xây dựng nội dung để hàng loạt nhân vật thời Hán Sở tái sinh, trong đó Tây Sở bá vương Hạng Vũ đầu thai làm Quan Vũ; Hạng Bá và Ung Sĩ từng phản Hạng Vũ phải đầu thai làm Văn Sú và Nhan Lương để Quan Vũ sát hại trong trận Bạch Mã - Diên Tân; các viên tướng tranh giành xé xác Hạng Vũ để lĩnh tước hầu của Lưu Bang đầu thai làm các tướng giữ cửa 5 ải và bị Quan Vũ giết chết trên đường tìm Lưu Bị.

### Thủy Hử
Thủy hử là tác phẩm văn học của Thi Nại Am, kể chuyện 108 anh hùng Lương Sơn Bạc tụ nghĩa "Thay Trời Hành Đạo". Trong 108 anh hùng Lương Sơn, có 2 nhân vật được xây dựng trên hình mẫu của Quan Vũ:
1. Nhân vật Đại Đao Quan Thắng là hậu duệ của Quan Vũ, dung mạo y như ông tổ, sức địch muôn người, râu dài 3 chòm (Quan Vũ râu dài 5 chòm), sử dụng binh khí Thanh Long Đao Yển Nguyệt, cưỡi ngựa Xích Thố. Quan Thắng cũng đứng đầu Ngũ Hổ tướng Lương Sơn Bạc giống như Quan Vũ đứng đầu Ngũ Hổ tướng Thục Hán (Trong thực tế lịch sử, Quan Thắng (?-1127) là tướng trấn thủ thành Tế Nam. Theo Kim sử, trong sự biến Tĩnh Khang, ông cố thủ thành Tế Nam chống lại quân Kim, bị Lưu Dự sát hại).
2. Mỹ Nhiêm Công Chu Đồng là đô đầu ở huyện Vận Thành, có dung mạo rất giống Quan Vũ, đặc biệt là bộ râu dài và đẹp nên có biệt hiệu là Mỹ Nhiêm Công.

### Hình ảnh chuyển thể
Hình ảnh Quan Vũ được chuyển thể lên màn ảnh thông qua các bộ phim truyền hình và điện ảnh, tính đến nay hình ảnh Quan Vũ đã được tái hiện qua nhiều diễn viên khác nhau ở các bộ phim khác nhau:
- Bá Lâm trong phim Xích Bích
- Vu Vinh Quang trong phim Phim 2010
- Lục Thụ Minh trong phim Phim năm 1994
- Địch Long trong phim Tam quốc chí: Rồng tái sinh
- Câu Phong trong phim "Tam quốc anh hùng truyện" hay Quan Công (Kwan kung) của Hồng Kông
- Vương Vệ Quốc
- Vương Anh Ban (Wang Yingquan) trong "Quan Công" hay Truyền thuyết Quan Công (2004)
- Trương Sơn
- Trần Tử Thành (trong vai Quan Vũ thời trẻ)
- Doãn Dương Tuấn trong phim "Thần y Hoa Đà"
- Ngô Mạnh Đạt trong phim "Lộc đỉnh ký"
- Huỳnh Thu Sinh
- Dương Phàm trong phim "Tào Tháo"
- Đỗ Văn Trạch trong phim "Thiết kim cang"
- Chung Tử Đơn trong phim "Quan Vân Trường" phiên bản mới nhất.

## Danh hiệu, tôn thờ

### Tại Trung Quốc

#### Danh hiệu
Quan Vũ được thờ phụng ở nhiều nơi, tôn lên nhiều danh hiệu cao quý. Ông là nhân vật được phong tặng nhiều danh hiệu nhất trong lịch sử Trung Quốc.
Khi còn sống, lúc phục vụ Tào Tháo ông được Hán Hiến Đế phong "Hán Thọ Đình Hầu (漢壽亭侯)" năm 189. Mặc dù là người anh em kết nghĩa với Lưu Bị, song ông không được phong tước trong thời gian Lưu Bị trị vì nhà Thục Hán.
38 năm sau khi ông mất, Thục Hán Hậu Chủ Lưu Thiện truy tặng ông tước "Tráng Mậu hầu (壯繆侯) năm 258, "Nghĩa Dũng Tráng Mậu Hầu (義勇壯繆侯) năm 263.
Thời nhà Tống, Tống Huy Tông phong ông là"Trung Huệ Công (忠惠公)" năm 1102; "Sùng Ninh Chí Đạo Chân Quân (崇寧至道真君)" năm 1104, "Vũ An Vương (武安王) năm 1107,"Chiêu Liệt Vũ An Vương (昭烈武安王)" năm 1107,"Nghĩa Dũng Vũ An Vương (義勇武安王)" năm 1123,; Tống Cao Tông phong ông làm "Tráng Mậu Nghĩa Dũng Vũ An vương (壯繆義勇武安王)" năm 1128;Tống Hiếu Tông phong ông làm "Tráng Mậu Nghĩa Dũng Vũ An Anh Tế Vương (壯繆義勇武安英濟王)" năm 1187.Đến thời nhà Nguyên, Nguyên Văn Tông phong ông làm "Hiển Linh Nghĩa Dũng Vũ An Anh Tế Vương (顯靈義勇武安英濟王)" năm 1328; " Tề Thiên Hộ Quốc Đại tướng Quân, Kiểm Giáo Thượng Thư, Thủ Quản Hoài Nam Tiết Độ Sứ, Kiêm Sơn Đông, Hà Bắc Tứ Môn Quan Chiêu Thảo Sứ,Kiêm Đê Điều Chư Cung Thần, Vô Phân Đại Xứ Kiểm Hiệu Quan, Trung Thư Môn Hạ Bình Chương Chính Sự, Khai Phủ Nghi Đồng Tam Ti, Giá Tiền Đô Thống Quân, Vô Nịnh Hầu, Tráng Mục Nghĩa Dũng Vũ An Anh Tế Vương, Hộ Quốc Sùng Ninh Chân Quân (齊天護國大將軍、檢校尚書、守管淮南節度使，兼山東、河北四門關招討使，兼提調諸宮神、無分地處檢校官、中書門下平章政事、開府儀同三司、駕前都統軍、無佞侯、壯穆義勇武安英濟王、護國崇寧真君)" năm 1331. Đến thời nhà Minh, Minh Thần Tông tôn ông làm " Hiệp Thiên Hộ Quốc Trung Nghĩa Đại Đế (協天護國忠義大帝) năm 1578, rồi tôn thành"Tam Giới Phục Ma Đại Đế Thần Uy Viễn Chấn Thiên Tôn Quan Thánh Đế Quân (三界伏魔大帝神威遠鎮天尊關聖帝君)" năm 1613; Minh Tư Tông tôn ông làm "Chân Nguyên Hiển Ứng Chiêu Minh Dực Hán Thiên Tôn(真元顯應昭明翼漢天尊)" năm 1630; vua nhà Minh coi ông là vị thần hộ quốc
Đời Nhà Thanh, vua Thuận Trị tôn ông là "Trung Nghĩa Thần Vũ Quan Thánh Đại Đế (忠義神武關聖大帝)" năm 1652; vua Ung Chính truy phong cho ông cố ông làm "Quang Chiêu Công (光昭公), ông nội ông làm "Dụ Xương Công(裕昌公)", cha ông làm "Thành Trung Công(成忠公)" năm 1725 và lệnh cho toàn quốc lập Võ miếu thờ ông, sử dụng lễ nghi dành cho Khổng Tử để cúng tế ông, bắt đầu cho sự thờ cúng quốc gia với Quan Công. Vua Càn Long tôn ông làm "Sơn Tây Quan Phu Tử(山西關夫子)" năm 1736, trở thành nhân vật thứ hai trong lịch sử Trung Quốc nhận danh hiệu Phu Tử, chính thức đặt ông ngang hàng Khổng Tử; đến năm 1767, lại ban ông thêm hai chữ "Linh Hựu (靈佑)". Vua Gia Khánh ban ông hai chữ "Nhân Dũng(仁勇)" năm 1813; vua Đạo Quang tôn ông làm "Trung Nghĩa Thần Vũ Linh Hựu Nhân Dũng Uy Hiển Quan Thánh Đại Đế (忠義神武靈佑仁勇威顯關聖大帝)" năm 1828; vua Hàm Phong tôn ông làm "Trung Nghĩa Thần Vũ Linh Hựu Nhân Dũng Uy Hiển Hộ Quốc Bảo Dân Tinh Thành Tuy Tĩnh Quan Thánh Đại Đế(忠義神武靈佑仁勇威顯護國保民精誠綏靖關聖大帝) và ông cố, ông nội, cha ông được phong làm vương. Năm 1879, vua Quang Tự tôn ông làm "Trung Nghĩa Thần Vũ Linh Hựu Nhân Dũng Uy Hiển Hộ Quốc Bảo Dân Tinh Thành Tuy Tĩnh Dực Thánh Tuyên Đức Quan Thánh Đại Đế(忠義神武靈佑仁勇威顯護國保民精誠綏靖翊讚宣德關聖大帝)"; danh hiệu 26 chữ này là danh hiệu duy nhất dài nhất của ông, dài hơn thụy hiệu các vị Hoàng Đế , chứng tỏ sự tôn thờ to lớn dành cho ông.

#### Tôn thờ
Tào Tháo được xem là người đầu tiên dựng am thờ Quan Vũ, ngay tại quận Tiêu nước Bái quê mình - am Linh Thố.
Sau đó nhiều nơi ở Trung Quốc đã lập đền thờ Quan Vũ. Do ảnh hưởng từ tiểu thuyết Tam Quốc diễn nghĩa, hình tượng ông càng trở nên thần thánh trong sự ngưỡng mộ của nhân dân. Năm 1914 thời Trung Hoa Dân Quốc, Quan Vũ được thờ chung với Nhạc Phi tại Võ miếu. Tại huyện Thái Hưng, tỉnh Giang Tô, ông được thờ cùng Nhạc Phi và Văn Thiên Tường.
Việc thờ Quan Vũ có ảnh hưởng sâu rộng trong dân gian. Ông được nhân dân thờ như Thần độ mạng; giới thương nhân coi ông như thần tài; giới nho sĩ coi ông như thần văn học (tượng Quan Vũ trên 1 tay có cầm Kinh Xuân Thu); giới quân sự coi ông như vị thần bảo vệ bản mệnh. Người ta giải thích rằng sở dĩ ông có cả ảnh hưởng tới giới thương nhân vì hồi còn hàn vi ông từng làm nghề bán đậu phụ. Các đao phủ thường giấu đao trong đền thờ ông vì họ cho rằng uy linh của ông sẽ ngăn trở oan hồn về báo oán.
Trong Phật Giáo Đại thừa, ông được thờ như là một hiện thân của Già Lam Bồ Tát.

### Tại Việt Nam

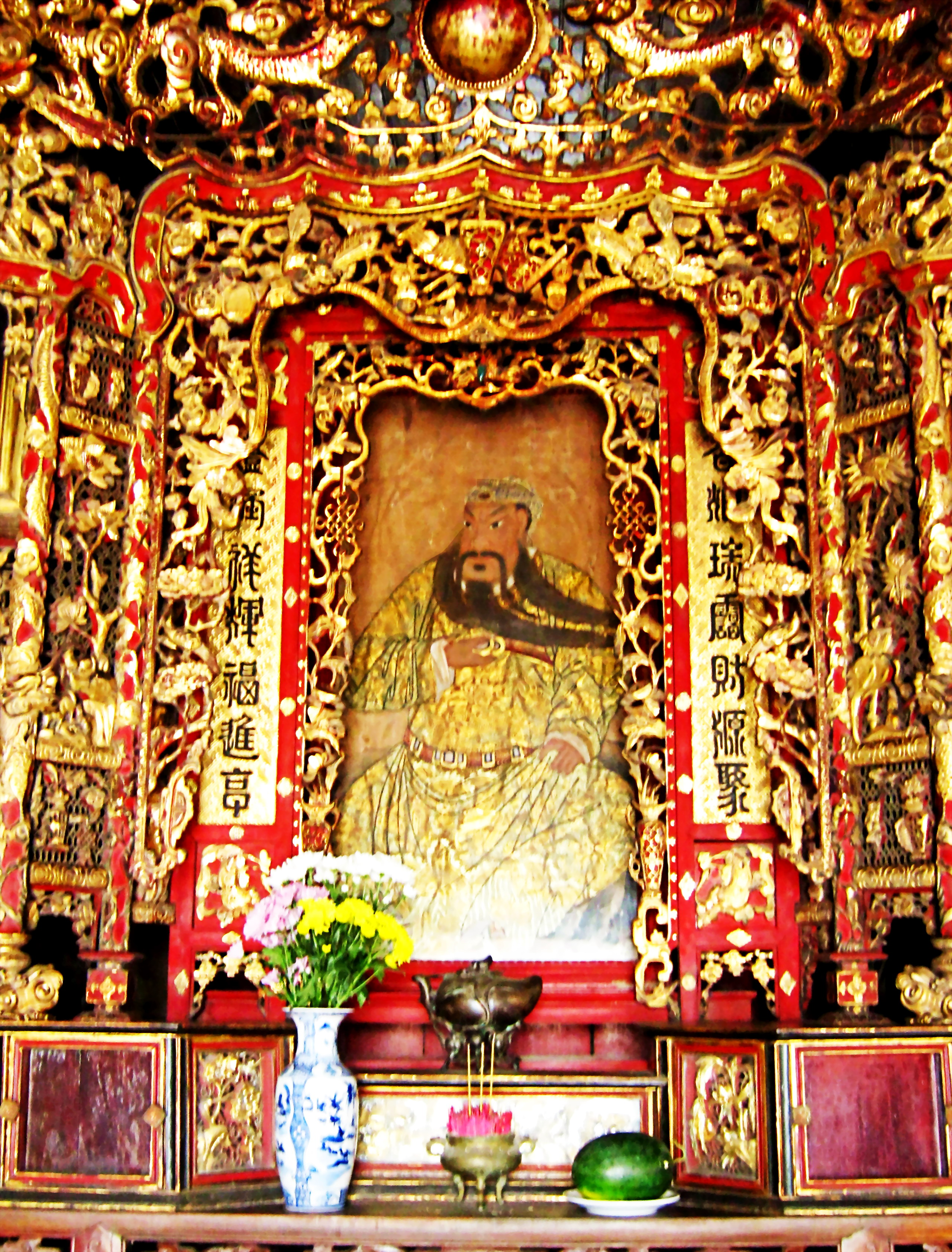
Bàn thờ Quan Vũ trong nhà cổ Huỳnh Thủy Lê ở Sa Đéc. Bức tranh thờ có thể được vẽ vào cuối thế kỷ 19

Do ảnh hưởng sâu rộng từ văn hóa Trung Hoa, việc thờ Quan Vũ ở Việt Nam có từ nhiều thế kỷ, từ Bắc đến Nam. Các triều đại phong kiến Việt Nam tuân theo Nho giáo, đã lập nhiều Võ Miếu thờ ông. Trong dân gian, ông được tôn là thần Trung Nghĩa, thường gọi Hán Thọ Đình Hầu (漢壽亭侯), hay phổ biến là Quan Thánh Đế Quân (關聖帝君). Bàn thờ thường đặt trong điện Quan Đế.
Ông cũng được thờ trong nhiều chùa Phật giáo.
Những người theo đạo Hòa Hảo làm lễ Quan Thánh vào ngày 24 tháng 6 âm lịch
Một số nơi thờ Quan Thánh ở Việt Nam:

##### Miền Bắc

###### Hà Nội
- Quảng Đông Hội Quán, 22 Hàng Buồm, Hàng Buồm, Hoàn Kiếm
- Đền Quan Đế, 28 Hàng Buồm, Hàng Buồm, Hoàn Kiếm
- Quan Đế Cổ Miếu (Đình Tây Luông), 23 Nguyễn Trung Trực, Nguyễn Trung Trực, Ba Đình
- Đền Hội Mỹ, 9 Bùi Thị Xuân, Bùi Thị Xuân, Hai Bà Trưng
- Đền Thượng, Núi Sài, Sài Sơn, Quốc Oai

###### Hà Giang
- Đền Quan Công, 20 Lý Thường Kiệt, TT. Đồng Văn, Đồng Văn
- Đền Vinh Quang, DT177, TT. Vinh Quang, Vinh Quang

###### Cao Bằng
- Miếu Quan Đế, TT. Bảo Lạc Bảo Lạc
- Đền Quan Thánh, tổ 2, TT. Trùng  Khánh, Trùng Khánh
- Miếu Quan Đế, chợ Đống Đa, Ngọc Động, Quảng Uyên

###### Tuyên Quang
- Đền Quan Thánh, hồ thủy điện Na Hang, TT. Na Hang, Na Hang
- Đền Quan Công, chợ Thụt, Phù Lưu, Hàm Yên
- Đền Quan Thánh Đế Quân - Thiên Phúc Tự, Chợ Bợ 2, Bình Xa, Hàm Yên, Tuyên Quang

###### Lạng Sơn
- Chùa Thành, Cầu Kỳ Lừa, Chi Lăng, TP. Lạng Sơn

###### Hải Dương
- Đền Ông, 36 Bùi Thị Cúc, Trần Phú, TP. Hải Dương

###### Nam Định
- Đền Hội Quảng, 101 Hoàng Văn Thụ, Trần Hưng Đạo, TP. Nam Định

###### Hưng Yên
- Võ Miếu, 6 Trưng Trắc, Quang Trung, TP. Hưng Yên

##### Miền Trung

###### Nghệ An
- Võ Miếu (Đền Hồng Sơn), đ. Nguyễn Công Trứ, Hồng Sơn, Vĩnh

###### Thanh Hóa
- Chùa Quan Thánh, núi An Hoạch An Hưng, TP. Thanh Hóa

###### Hà Tĩnh
- Võ Miếu, đ. Nguyễn Trung Thiên, Tân Giang, TP. Hà Tĩnh

###### Thừa Thiên - Huế
- Quảng Triệu Hội Quán, 223 Chi Lăng, Phú Cát, Huế
- Quan Thánh Tự, ở 344 Bạch Đằng, Phú Hiệp, Huế
- Chùa Thuận Hoá, 114 Bạch Đằng, Phú Cát, Huế
- Chùa Tường Quang, 213 Chi Lăng, Phú Hiệp, Huế
- Quan Đế Miếu (Chùa Ông), làng Địa Linh, Hương Vinh, Hương Trà

###### Quảng Nam
- Trừng Hán Cung (Miếu Quan Công), 24 Trần Phú, Minh An, Hội An
- Quảng Triệu Hội Quán, 176 Trần Phú, Minh An, Hội An
- Võ Miếu, đ. Nguyễn Tất Thành, TT. Ái Nghĩa, Đại Lộc

###### Quảng Ngãi
- Triều Châu Hội Quán, 177 Lê Trung Đình, Nguyễn Nghiêm, TP. Quảng Ngãi
- Minh Hương Quan Đế Tự (Chùa Ông Thu Xà), Nghĩa Hoà, Tư Nghĩa

###### Bình Định
- Quan Thánh Điện (Chùa Ông Nước Mặn), Phước Quang, Tuy Phước
- Quan Thánh Miếu (Chùa Ông Nhiêu), 253 Bạch Đằng, Trần Hưng Đạo, TP. Qui Nhơn

###### , Phú Yên
- Mân Việt Hội Quán (Chùa Ông Núi Nhạn), 19/4 Phan Đình Phùng, Phường 1, Tuy Hòa

###### Khánh Hòa
- Phúc Kiến Hội Quán, 27 Nguyễn Xiển, Vĩnh Phương, TP. Nha Trang
- Chùa Quan Thánh, Đường số 13, Phước Hải, TP. Nha Trang, .
- Miếu Quan Thánh Hải Nam, 78 Trần Quý Cáp, TT. Diên Khánh, Diên Khánh
- Miếu Quan Thánh Quảng Đông, 62 Trần Quý Cáp, TT. Diên Khánh, Diên Khánh
- Miếu Quan Thánh, TL2, Diên Lạc, Diên Khánh
- Võ Đế Miếu, đ. Nguyễn Cụ, Ninh Phú, TX. Ninh Hòa

###### Ninh Thuận
- Quỳnh Phủ Hội Quán, 579 Thống Nhất, Kinh Dinh, TP. Phan Rang - Tháp Chàm
- Quảng Đông Hội Quán (Chùa Ông Dư Khánh), 1A Ngô Sỹ Liên, TT. Khánh Hải, Ninh Hải

###### Bình Thuận
- Quan Đế Miếu, 161 Trần Phú, Đức Nghĩa, TP. Phan Thiết
- Chùa Ông Quan Thánh, đ. Nguyễn Đức Thuận, Mũi Né, TP. Phan Thiết
- Quan Thánh Miếu, Chí Công, Tuy Phong

###### Lâm Đồng
- Quan Thánh Đế Miếu, TT. Liên Nghĩa, Đức Trọng

##### Miền Nam

###### Thành phố Hồ Chí Minh
- Hội quán Nghĩa An, 678 Nguyễn Trãi, Phường Chợ Lớn
- Nghĩa Nhuận Hội Quán, 27 Phan Văn Khỏe, Phường 13, Quận 5
- Phước An Hội Quán, 182 Hồng Bàng, Quận 5
- Bình An Hội Quán, 32 Đường Số 29, Phường 10, Quận 6
- Miếu Quan Thánh, 264 Ba Đình, Phường 10, Quận 8
- Đình Quan Thánh, 183 Đ. Bùi Viện, Phường Phạm Ngũ Lão, Quận 1
- Quan Đế Miếu chợ Đũi, 273 Võ Văn Tần, Phường 5, Quận 3
- Quan Thánh Đế Miếu, 429 TL10, An Lạc A, Bình Tân
- Chùa Ông Quan Thánh, đ. Tổ 8, TT. Tân Túc, Bình Chánh
- Quan Thánh Đế Miếu, hẻm 881 Trần Xuân Xoạn, Tân Hưng, Quận 7
- Phú Đông Tự, 72 Phan Đăng Lưu, Phường 5, Phú Nhuận
- Quan Đế Miếu, chợ Phú Nhuận, đ. Phan Đình Phùng, Phường 17, Phú Nhuận
- Quan Thánh Đế Miếu, 927 Nguyễn Kiệm, Phường 3, Gò Vấp
- Chùa Già Lam, 498/11 Lê Quang Định, Phường 1, Gò Vấp
- Đình Quan Thánh, 598 Lũy Bán Bích, Tân Thành, Tân Phú
- Khánh Hòa Tự (Chua Ông), 25 Đ. Số 33, P. Bình An, TP. Thủ Đức
- Đền Ông Quan Thánh, đ. Lê Đình Quản, Cát Lái, TP. Thủ Đức
- Thất Phủ Quan Đế Miếu, 962 Đ. Kha Vạn Cân, Linh Chiểu, TP. Thủ Đức
- Chùa Ông Quan Thánh Đế Quân, 73 Đường số 10, Bình Chiểu, TP. Thủ Đức
- Long Thới Hội Quán, 3 Lý Nam Đế, TT. Hóc Môn, Hóc Môn
- Trung Nghĩa Từ, 4/54 Hương lộ 9, ấp Nam Thới, Thới Tam Thôn, Hóc Môn
- Miếu Quan Đế, đ. Hà Văn Lao, TT. Củ Chi, Củ Chi

###### Đồng Nai
- Thất Phủ Miếu (Chùa Ông Cù Lao Phố), 48 Đặng Đại Độ, Hiệp Hoà, TP. Biên Hòa
- Quảng Triệu Hội Quán, 11 Quang Trung, Thanh Bình, TP. Biên Hòa
- Già Lam Thiện Sanh, đ. Lê Thoa, Tân Tiến, Biên Hoà
- Đình Quan Thánh Đế Bến Gỗ, đ. Nguyễn Văn Tỏ, An Hoà, Long Thành
- Thất Phủ Hội Quán, đ. Hùng Vương, TT. Hiệp Phước, Nhơn Trạch
- Quan Đế Miếu, đ. Võ Thị Sáu, Phú Đông, Nhơn Trạch
- Đền Quan Thánh, Ấp 2, Sông Nhạn, Cẩm Mỹ
- Quan Đế Miếu, đ. Bàu Sen, ấp Bàu Sen, Bàu Sen, TP. Long Khánh
- Quan Đế Miếu, 12 Nguyễn Văn Cừ, Xuân An, TP. Long Khánh
- Quan Đế Miếu, đ. Sông Thao - Bàu Hàm, Sông Thao, Trảng Bom

###### Bình Dương
- Thanh An Tự (Chùa Ông Ngựa), 20 Hùng Vương, Phú Cường, Thủ Dầu Một
- Hội Quán Triều Châu, 11 Ngô Quyền, Lái Thiêu, Thuận An
- Quan Đế Miếu, 90 Châu Văn Tiếp, Lái Thiêu, Thuận An
- Quan Thánh Đế Miếu, đ. Tân Phước Khánh 18, Tân Phước Khánh, Tân Uyên
- Hiệp Thiên Cung, ĐT747, Uyên Hưng, Tân Uyên

###### Bà Rịa - Vũng Tàu
- Quan Thánh Tự, QL51, Phước Hiệp, TP. Bà Rịa
- Đình Quan Thánh, 213 Phạm Hồng Thái, Phường 7, TP. Vũng Tàu

###### Tây Ninh
- Phước Kiến Hội Quán, 13 Trần Hưng Đạo, Phường 2, TP. Tây Ninh
- Ngũ Thánh Miếu, 57 Trần Hưng Đạo, Phường 2, TP. Tây Ninh
- Miếu Quan Thánh, đ. Thượng Thâu Thanh, Long Thành Trung, TX. Hoà Thành
- Minh Nghĩa Hội Quán, đ. Gia Long, Trảng Bàng, TX. Trảng Bàng
- Thất Phủ Hội Quán, khu phố Lộc An, Trảng Bàng, TX. Trảng Bàng

###### Long An
- Ngũ Bang Hội Quán, 152 Nguyễn Trung Trực, Phường 1, Tân An
- Đền Quan Thánh, Ấp 8 Nhựt Chánh, Bến Lức
- Đền Ông Quan Thánh, đ. Nguyễn Văn Siêu, TT. Bến Lức, Bến Lức
- Quan Thánh Điện, Ấp Chợ, Long Hựu Đông, Cần Đước
- Đền Quan Thánh, đ. Nguyễn Trung Trực, Đức Tân, Tân Trụ
- Chùa Ông, đ. An Thạnh, Hoà Phú, Châu Thành
- Chùa Ông chợ Kỳ Son, ấp Kỳ Châu, Bình Qưới, Châu Thành

###### Tiền Giang
- Triều Châu Hội Quán, 2/5 ấp Mỹ An, Phường 8, Mỹ Tho
- Trà Dương Hội Quán (Chùa Ông Khách Gia), 482 Ấp Bắc, Phường 5, Mỹ Tho
- Quảng Triệu Hội Quán, 209 Trưng Trắc, Phường 1, Mỹ Tho
- Hải Nam Hội Quán, 31 Đinh Bộ Lĩnh, Phường 3, Mỹ Tho
- Quan Đế Miếu, QL50, Tân Mỹ Chánh, Thành phố Mỹ Tho
- Triều Châu Công Sở, 23 Rạch Gầm, Phường 1, TX. Gò Công
- Quảng Triệu Công Sở, 19 Rạch Gầm, Phường 1, TX. Gò Công
- Phước Kiến Công Sở, 56a Lê Lợi, Phường 1, TX. Gò Công
- Phước Châu Công Sở, 32 Trương Định, Phường 1, TX. Gò Công
- Sùng Chính Công Sở, 26 Trương Định, Phường 1, TX. Gò Công
- Miếu Quan Công, HL9, Long Bình, Gò Công Tây
- Miếu Quan Thánh, 245 30 Tháng 4, TT. Chợ Gao, Chợ Gạo
- Thất Phủ Hội Quán, TL879 Chợ Bến Tranh, Lương Hoà Lạc, Chợ Gạo
- Quan Đế Miếu, TL879, Phú Kiết, Chợ Gạo
- Chùa Ông, ấp Thanh Đăng B, Thanh Bình, Chợ Gạo
- Chùa Quan Thánh, Ấp Nam, Dưỡng Điềm, Châu Thành
- Quan Thánh Tự, cầu Cái Bè 2, Đông Hoà Hiệp, Cái Bè
- Chùa Ông Bồi Tường, Phú Nhuận, Cai Lậy

###### Bến Tre
- Thất Phủ Miếu, đ. Hùng Vương, Phường 5, TP. Bến Tre
- Thất Phủ Võ Miếu, đ. Trần Hưng Đạo, Khu Phố 2, TT. Ba Tri, Ba Tri
- Chùa Quan Thánh Đế Quân, khu phố 4, TT. Chợ Lách, Chợ Lách
- Chùa Ông, đ. Sư Vạn Hạnh, Thanh Tân, Mỏ Cày Bắc
- Chùa Ông, ấp Phú Khương, Phú Túc, Châu Thành

###### Trà Vinh
- Phước Minh Cung, 44 Điện Biên Phủ, Phường 3, TP. Trà Vinh
- Nghĩa An Cung, đ. Võ Thị Sáu, TT. Tiểu Cần, Tiểu Cần
- Đình Minh Hương, ấp Giồng Đình, Đại An, Trà Cú
- Bình An Cung, Tân Sơn, Trà Cú
- Phước Võ Điện, QL54, Phước Hưng, Trà Cú
- Miếu Quan Thánh, HL18, Hiệp Hoà, Cầu Ngang

###### Vĩnh Long
- Thất Phủ Miếu, 24 Nguyễn Chí Thanh, Phường 5, TP. Vĩnh Long
- Miếu Quan Đế, cầu Cái Côn 2, Tân Ngãi, TP. Vĩnh Long
- Linh Sơn Tự, đ. Bờ Kè, Xóm Bún, Phường 2, TP. Vĩnh Long
- Miếu Quan Đế, đ. Bờ Kè Sông Trà Ôn, Đông Bình, TX. Bình Minh
- Chùa Ông, đ. Nguyễn Văn Thảnh, Thuận An, TX. Bình Minh
- Thất Phủ Miếu, QL54, Tân Lược, Bình Tân
- Chùa Ông, Tổ 9, ấp Vĩnh Tân, Tân Lược, Bình Tân
- Quan Đế Tự, 4 Võ Tấn Đức, TT. Tam Bình, Tam Bình
- Quan Thánh Miếu, đ. Gia Long, TT. Trà Ôn, Trà Ôn
- Hiệp Thiên Cung, 61 Nguyễn Huệ, TT. Cái Nhum, Mang Thít

###### Đồng Tháp
- Tân Tây Võ Miếu, đ. Lý Thường Kiệt, Phường 1, TP. Sa Đéc
- Thanh Đức Cung Triều Minh Hội Quán, DT848, Mỹ An Hưng A, Lấp Vò
- Hiệp Thiên Cung, 137c Nguyễn Huệ, Bình Thạnh Trung, Lấp Vò
- Quan Đế Miếu, đ. Lý Thường Kiệt, An Thạnh, TP. Hồng Ngự

###### An Giang
- Minh Hương Hội Quán, 144 Lê Minh Ngươn, Mỹ Long, TP. Long Xuyên
- Quan Đế Miếu, 1391/70 Đường Chùa Ông, Bình Đức, TP. Long Xuyên
- Quan Đế Miếu, 91 QL91, TT. Cái Dầu, Châu Phú
- Quan Đế Miếu, ngã ba Lộ tẻ Chùa Ông - Lê Văn Cường, Mỹ Đức, Châu Phú
- Quan Đế Miếu, 172 Đường Trần Hưng Đạo, Châu Phú A, TP. Châu Đốc
- Miễu Âm Nhơn, Tân lộ Kiều Lương, Núi Sam, TP. Châu Đốc
- Quan Đế Miếu, đ. Lê Văn Duyệt, Long Châu, TX. Tân Châu
- Quan Đế Cổ Miếu, DT954, Long Sơn, TX. Tân Châu
- Quan Đế Miếu, 124 ĐT954, TT. Chợ Vàm, Phú Tân

###### Cần Thơ
- Quảng Triệu Hội Quán, 32 Hai Bà Trưng, Tân An, Ninh Kiều
- Hiệp Thiên Cung, 29 Hàm Nghi, Lê Bình, Cái Răng
- Hiệp Thiên Cung, khu vực Thạnh Mỹ, Lê Bình, Cái Răng
- Hiệp Thiên Cung, 12 hẻm tổ 1-2, đường 3/2, Hưng Lợi, Ninh Kiều
- Võ Đế Miếu, 153 đ. Trần Hưng Đạo, Châu Văn Liêm, Ô Môn
- Thất Phủ Võ Miếu, ĐT921, TT. Thốt Nốt, Thốt Nốt

###### Hậu Giang
- Quan Đế Miếu, đ.Ba Tháng Hai, Phường 5, TP. Vị Thanh
- Già Lam Cổ Tự, QL1A, Hiệp Lợi, TP. Ngã Bảy
- Hiệp Thiên Cung, đường kênh xáng mới, TT. Rạch Gòi, Châu Thành A
- Quan Đế Miếu (Chùa Năm Ông), đ. 3/2, Thuận An, TX. Long Mỹ

###### Sóc Trăng
- Võ Đế Thánh Điện (Đình Năm Ông), 7 Võ Đình Sâm, Phường 6, TP. Sóc Trăng
- Thất Phủ Đồng An Hội Quán, HL14 ấp Chợ Cũ,TT. Mỹ Xuyên, Mỹ Xuyên
- Vĩnh Xuyên Hội Quán (Chùa Ông Hàm Rồng), đ. Ngô Quyền, TT. Mỹ Xuyên, Mỹ Xuyên
- Quan Thánh Miếu, 89 Trần Hưng Đạo, TT. Mỹ Xuyên, Mỹ Xuyên
- Trấn An Miếu, đ. Văn Ngọc Chính, ấp Cần Giờ, Tham Đôn, Mỹ Xuyên
- Hiệp Thiên Cung, ấp Tổng Cán, Liêu Tú, Trần Đề
- Võ Miếu, đ. Lương Định Của, TT. Long phú, Long Phú
- Nghĩa Thạnh Cung, ấp Chùa Ông, Hậu Thạnh, Long Phú
- Quan Đế Miếu Vũng Thơm, QL60 Phú Tâm, Châu Thành
- Tây Trước Cổ Tự, DT938 An Ninh, Châu Thành
- Hiệp Thiên Cung Tha La, Ấp 1 Trinh Phú, Kế Sách
- Hiệp Thiên Cung Bến Đổi, Ấp 9 Trinh Phú, Kế Sách
- Quan Đế Miếu, đ. Trần Hưng Đạo, Phường 1, TX. Vĩnh Châu
- Thanh Hoà Cổ Miếu, ấp Vĩnh Thành, Vĩnh Phước, TX. Vĩnh Châu
- Hưng Mã Tự, chợ Lạc Hoà, Lạc Hòa, TX. Vĩnh Châu

###### Bạc Liêu
- Quan Đế Miếu, đ. Nguyễn Thị Minh Khai, Phường 2, TP. Bạc Liêu
- Quan Thánh Miếu, ấp Vĩnh An, Vĩnh Trạch, TP. Bạc Liêu
- Quan Đế Miếu, đ. Nguyễn Bỉnh Khiêm, TT. Ngan Dừa, Hồng Dân

###### Kiên Giang
- Quan Đế Miếu, 12 Hùng Vương, Thanh Vân, Rạch Giá
- Quan Thánh Miếu, 74 Chi Lăng, Bình San, Hà Tiên
- Hải Nam Hội Quán (Chùa Ông), 14 Ba Mươi Tháng Tư, Dương Đông, Phú Quốc

###### Cà Mau
- Ngũ Bang Quan Đế Miếu, 16 Hoàng Diệu, Phường 2, Cà Mau.

### Tranh và tượng

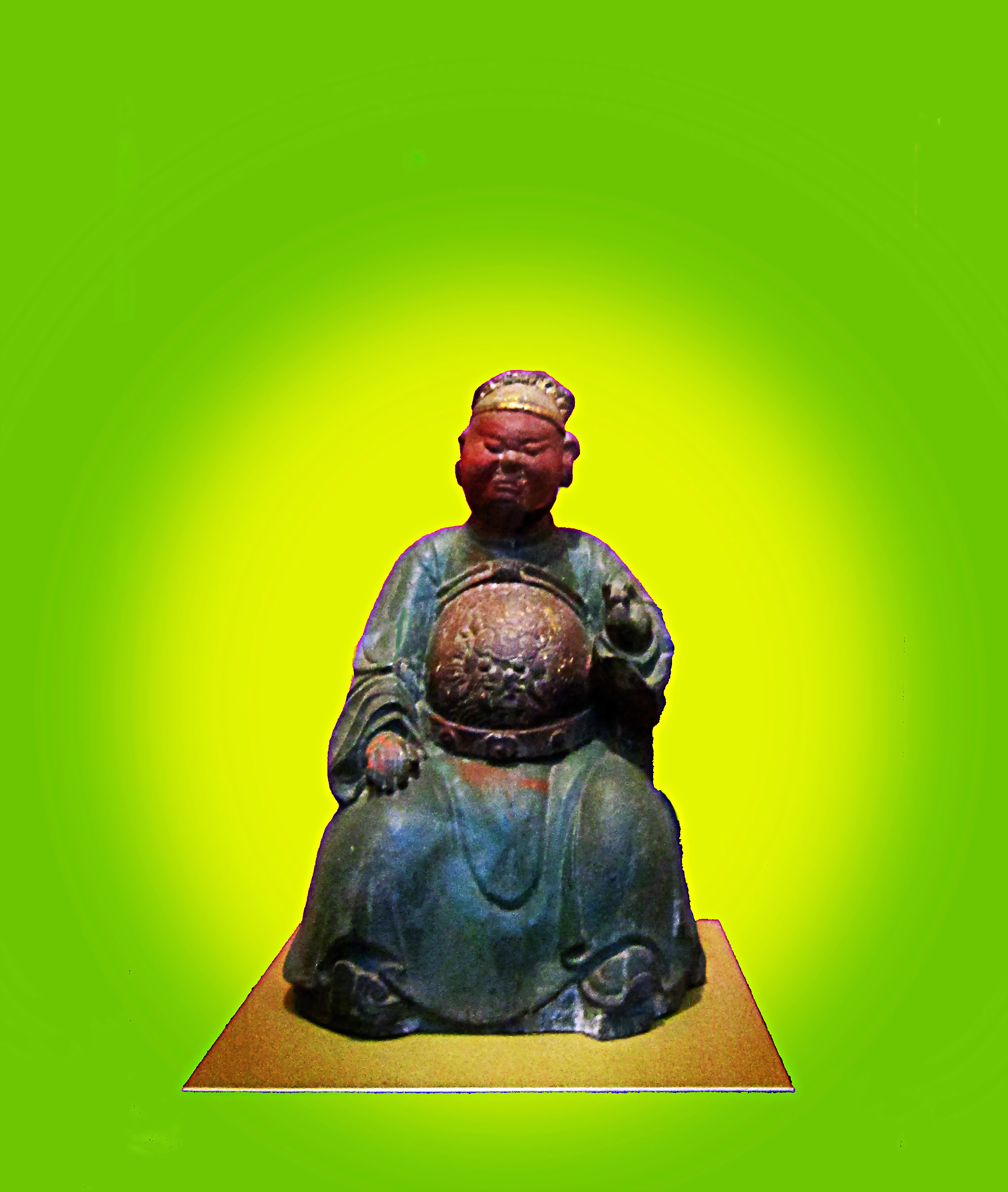
Tượng Quan Vũ bằng gốm chế tạo ở Sài Gòn vào thế kỷ 19, đang trưng bày trong Bảo tàng Thành phố Hồ Chí Minh.

Quan Vũ được dân gian tạc tượng và vẽ tranh rất nhiều, theo mô phỏng sự mô tả của Kinh Minh thánh: mày tằm hình chữ bát, mắt phượng sáng như sao, râu rồng rõ năm chòm, trán hùm thân lẫm liệt.
Thông dụng hơn cả trong tranh, tượng dân gian là hai kiểu: tượng ba ông và tượng năm ông.
Tượng ba ông gồm có Quan Công mặc giáp phục ngồi giữa hổ trướng, tay vuốt râu, tay kia cầm Kinh Xuân Thu; sau lưng hai bên có Quan Bình đứng bên trái giữ ấn, Châu Thương đứng bên phải giữ thanh long đao.
Tượng năm ông tương tự như tượng ba ông, nhưng có vẽ thêm Trương Tiên cầm cung và Vương Thiên Quân cầm giản đứng hầu.

### Câu đối
Tại những nơi thờ Quan Công có rất nhiều câu đối ca ngợi sự nghiệp và đức độ của ông. Những câu đối nổi tiếng nhất được ghi nhận là:
Xích diện bỉnh xích tâm, kỵ Xích thố truy phong, trì khu thời, vô vong Xích đế;
Thanh đăng quang thanh sử, trượng thanh long yển nguyệt, ẩn vi xứ, bất quý thanh thiên.
Dịch nghĩa:
Bộ mặt đỏ giữ tấm lòng đỏ, mình cưỡi ngựa Xích thố truy phong, lúc ruổi rong, không bao giờ quên về vua đỏ;
Ngọn đèn xanh xem bộ sử xanh, tay cầm đao Thanh long yển nguyệt, nơi kín đáo, chẳng chỗ nào thẹn với trời xanh.
Hay:
Sinh Bồ châu, trưởng Giới châu, chiến Từ châu, trấn Kinh châu, vạn cổ Thần châu hữu hách;
Huynh Huyền Đức, đệ Dực Đức, thích Mạnh Đức, trảm Bàng Đức, thiên thu trí đức vô song.
Dịch nghĩa:
Sinh ở Bồ châu, lớn lên Giới châu, chiến Từ châu, trấn Kinh châu, vạn cổ Thần châu nên hiển hách,
Anh là Huyền Đức, em tên Dực Đức, tha Mạnh Đức,, chém Bàng Đức, thiên thu trí đức chẳng ai bằng.